# Paolo Giovio

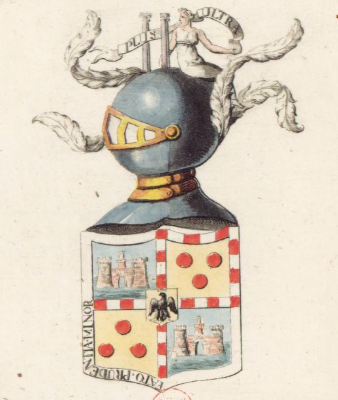
Stemma della famiglia Giovio

Paolo Giovio (Como, 21 aprile 1483 – Firenze, 12 dicembre 1552) è stato un vescovo cattolico, storico, medico, biografo e museologo italiano.

## Biografia

### I primi anni e l'educazione familiare
Poco si sa dell'infanzia e della giovinezza di Paolo Giovio (Iovius o Jovius è la latinizzazione del cognome di famiglia Zobio). Probabilmente nasce a Como il 21 aprile 1483 (alcuni, sulla base di una fonte fornita dall'autore stesso, ne fanno risalire i natali al 1486), da Luigi Zobio, di estrazione patrizia e di professione notaio, e da Elisabetta Benzi. La famiglia Giovio, attestata già nel IX secolo e trasferitasi dall'Isola Comacina a Como nell'XI, non dispone all'epoca di larghi mezzi finanziari, nonostante le nobili origini (a poco prima della nascita di Paolo risale anche l'ammissione alla dignità di decuriones). Rimasto orfano di padre (morto approssimativamente attorno al 1500), Paolo viene allevato ed educato dal fratello maggiore Benedetto, i cui studi storici, filologici e archeologici stimolano moltissimo gli interessi del giovane per questi argomenti, suscitando in lui una forte spinta a seguirne le orme

### La formazione universitaria a Padova e Pavia
Sebbene non esistano fonti dirette, è quanto mai probabile che, già nel 1504, l'autore frequenti i corsi di lingua e letteratura greca tenuti a Milano da Demetrio Calcondila e le lezioni di retorica di Aulo Giano Parrasio.

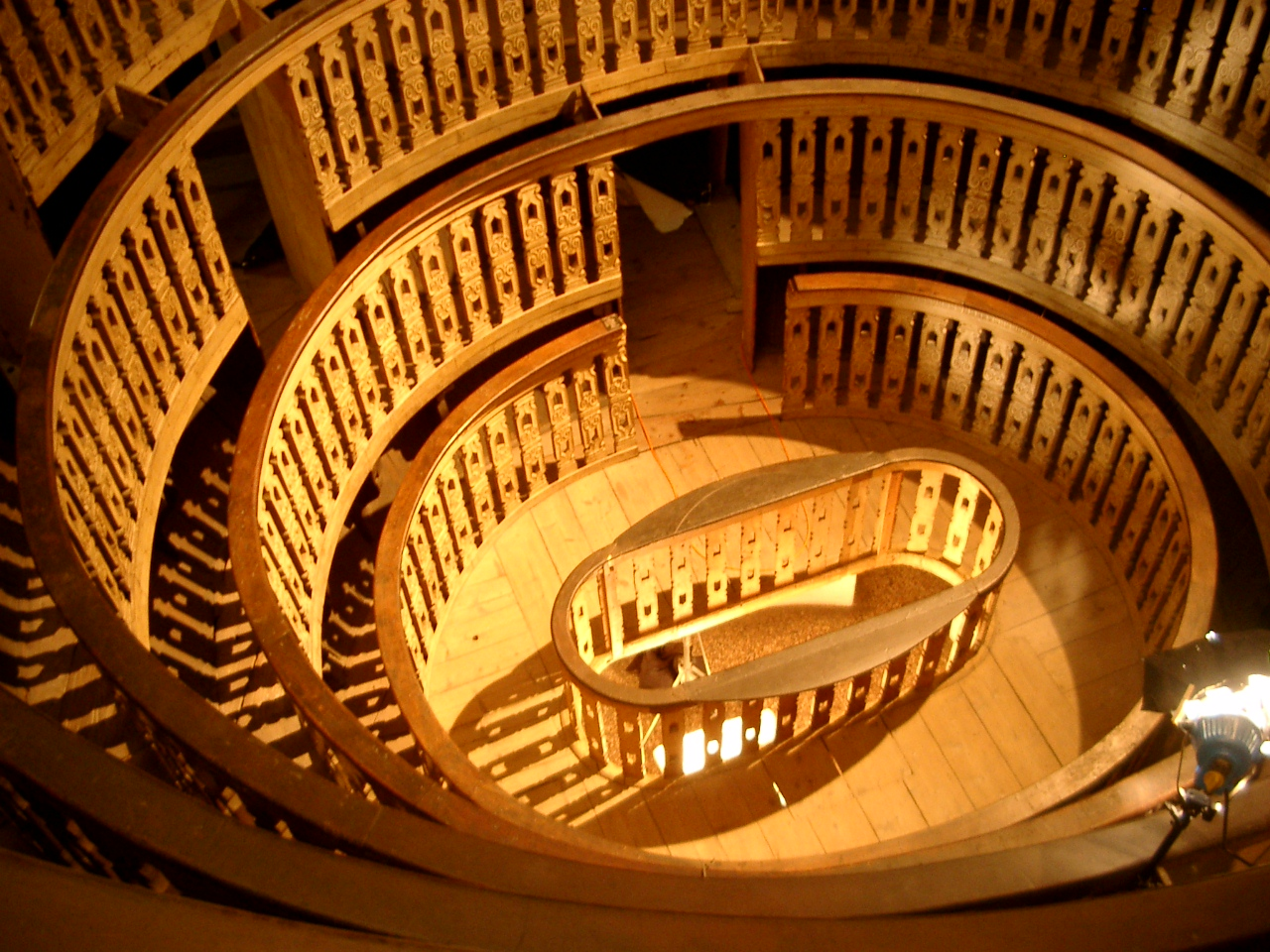
Foto del Teatro anatomico, Palazzo Bo, Padova

 Poco dopo (forse 1505), si presume che Paolo acceda alla facoltà di filosofia e medicina presso l'università di Pavia, mentre è certo che nell'autunno dell'anno successivo egli si trovi a Padova, per seguire i corsi delle stesse materie accademiche presso il locale, prestigioso istituto universitario definito da Erasmo da Rotterdam "il più ricco emporio del Sapere in Europa"; qui trova come insegnanti le più alte figure dell'aristotelismo del primo Cinquecento, ossia Pietro Pomponazzi e Alessandro Achillini, oltre a Marcantonio della Torre, tra i massimi esponenti degli studi anatomici antecedenti a quelli del fiammingo Andrea Vesalio. In ogni caso, si sa da fonte certa che nel 1507 Giovio rientra a Pavia. In questa città incontra probabilmente, più tardi, Leonardo da Vinci. Risale al periodo immediatamente successivo la redazione di una sorta di centone, le Noctes (Notti), di cui sarebbe stata data pubblica lettura in Como il 25 luglio 1508.
Si tratta di uno zibaldone in cui vengono disputate tesi di medicina, logica, filosofia naturale, metafisica che, indipendentemente dal loro valore disciplinare e letterario, indicano quanto Giovio avesse "prontamente assimilato le metodiche dello studium patavino, oltre che gli insegnamenti del Pomponazzi e dell'Achillini; al primo, l'autore è senza dubbio debitore dell'acquisizione di un uso del linguaggio articolato e al contempo di ampio respiro retorico, tra accademismo e volgare: ancor più dello sviluppo di quell'attitudine al giudizio critico, tutt'altro che conforme, a "quella freschezza intellettuale che i contemporanei ben conobbero", caratteristica delle sue opere successive, sempre animata da una fervida curiosità intellettuale. Il periodo trascorso nell'ambiente universitario pavese non è scevro, come normale, da comportamenti goliardici vòlti alla ricerca dei tipici piaceri giovanili. Giovio si laurea a Pavia nel 1511 "dapprima in artibus e poi in medicina".

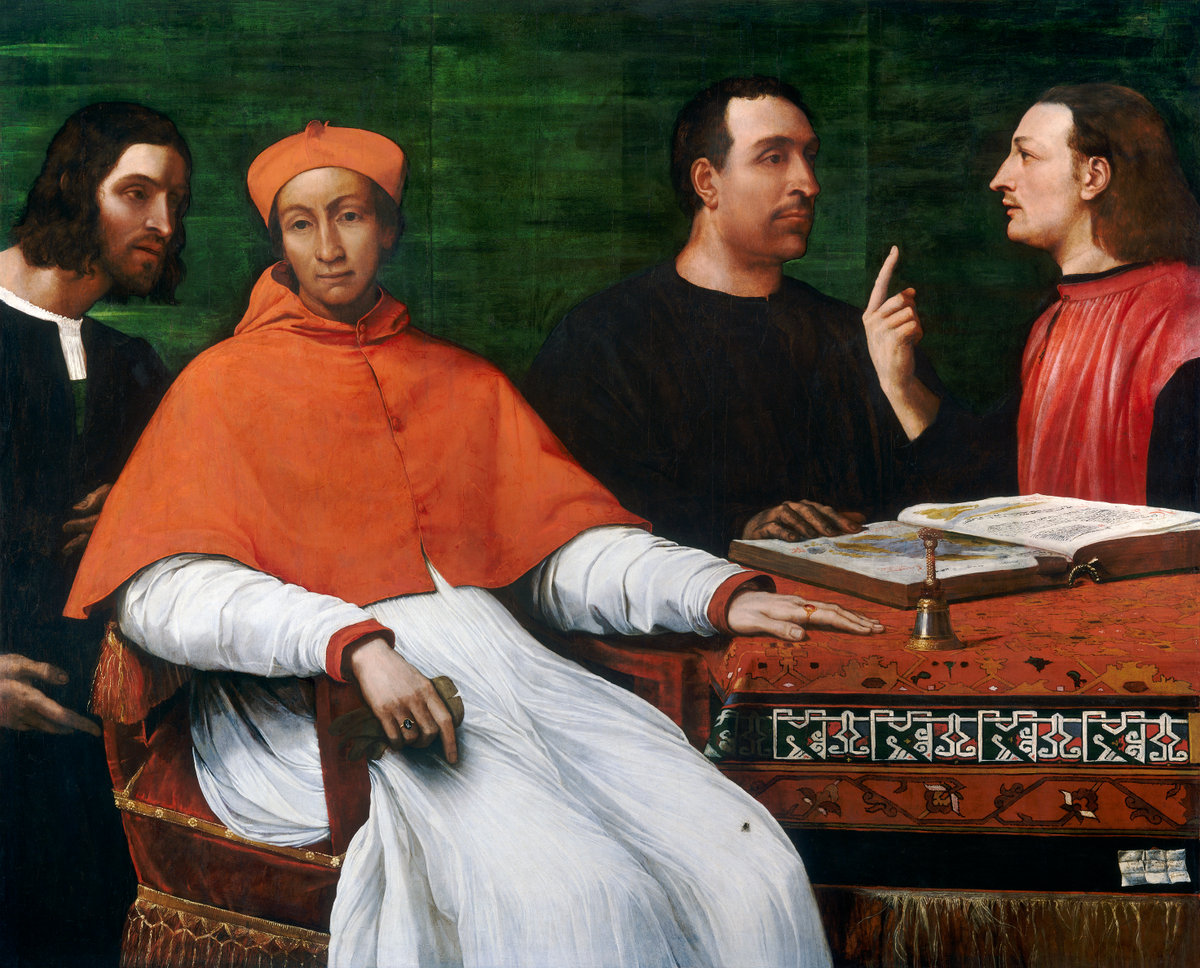
Il Cardinale Bandinello Sauli, il suo segretario e due geografi, Sebastiano del Piombo, 1516, National Gallery of Art, Washington. Paolo Giovio è ritenuto il personaggio a destra.

### L'esordio romano: l'Accademia, il latino aureo e il volgare
Conseguita la laurea, Giovio esercita brevemente la professione medica a Como; tuttavia, un'epidemia di peste colpisce la città lombarda e lo convince a trasferirsi. Già nel 1512, verso la fine del pontificato di Giulio II della Rovere, la sua presenza è documentata a Roma, dove inizialmente presta la sua opera come dottore, muove i primi passi della sua carriera di letterato e di cortigiano, due attività decisamente più consone alle sue attitudini che non quella di medico.
Una volta entrato nell'entourage del cardinale Bandinello Sauli, si pone al suo servizio. Nel 1513, risiede nell'Urbe al momento dell'insediamento di Giovanni de' Medici, figlio di Lorenzo il Magnifico sul soglio pontificio, con il nome di Leone X. L'ambiente curiale romano, dopo l'elezione di Leone X, è decisamente favorevole all'assunzione di un ruolo di cortigiano, come quello cercato dall'umanista comense, essendo caratterizzato da fastosità mondana, con attenzione per la produzione artistica, e scarsa propensione riformatrice. Del tutto improntata all'affermazione di Roma come la più importante capitale cortese e del pontefice come difensor libertatis Italiae (difensore della libertà italiana).
Nel 1514, Giovio ottiene, per concessione papale, l'incarico di professore dello studium romano, in qualità di lettore di filosofia morale, mentre l'anno successivo viene nominato lettore di filosofia naturale. Poco propenso alla carriera magistrale, ma piuttosto assorbito dagli studi linguistici e letterari, nonché dalle ricerche storiografiche, inizia a frequentare l'Accademia Romana.
Oltre all'approfondimento di vari argomenti letterari, artistici, filosofici essa ebbe anche la funzione, insieme ad altri sodalizi analoghi, di un recupero e una valorizzazione sistematica della lingua latina, attraverso una ricerca sugli autori classici, elevandola al ruolo di una sorta di koiné letteraria del periodo rinascimentale, riscattandola da un uso ormai quasi del tutto ristretto e, spesso depauperato all'ambito liturgico ed ecclesiastico. La rivalutazione del latino, nella concezione gioviana, è da intendersi, dunque, come la possibilità di dotare la res publica christianorum di una propria, "naturale", lingua comune, piuttosto che la frequentazione di uno strumento appartenente a una vagheggiata classicità perduta. L'adesione al sodalizio culturale gli consente di migliorare l'uso della prosa latina, con maggior padronanza dei classici, approfondendo sia lo stile atticista sia le forme espressive dell'asianesimo, oltre che degli autori del periodo imperiale, raggiungendo quell'affinamento di stile ben presto riconosciuto e apprezzato dai suoi contemporanei. Giovio stesso definisce questa evoluzione come il passaggio da un "latino argenteo", imparato durante gli studi, a un "latino aureo", letto e ascoltato nelle riunioni con i più eminenti cultori accademici dell'antica lingua.
Anche per quanto riguarda l'uso del "volgare", utilizzato dallo studioso comense quasi esclusivamente nelle lettere, egli tende a utilizzare la cosiddetta "lingua della corti", intesa come strumento di comunicazione comune tra i letterati della Penisola in contrasto con il Bembo che prediligeva il toscano aulico e, in parte, con Machiavelli su analoghe posizioni del cardinale. Soprattutto nel vastissimo epistolario, in particolare quello del periodo della maturità e della vecchiaia, emerge "tutto il talento per la scrittura in italiano dello storico comasco, quasi divertito nel contaminare la grammatica toscana con "coloriture regionali e idiomatiche".
Con il suo plurilinguismo, le sue deliberate deformazioni lessicali e le sue frequenti digressioni metaforiche, assai spesso ironiche, Giovio estrasse dalla lingua comune di tutte le corti italiane un linguaggio molto espressionistico che lo portò sulla soglia del manierismo letterario. Egli è stato definito, con probabilità, lo scrittore più sperimentale di tutto il secolo.

### L'età leonina: la genesi delleHistoriaee la "crisi italiana"
In relazione agli interessi storiografici, anche l'epistolario di questo periodo rivela, da parte di Giovio, una precoce «... insaziabilità documentaria e la vocazione all'utilizzo delle fonti dirette che lo caratterizzò nel corso della sua carriera».
Questo approccio agli accadimenti, attento ai dettagli, alle notizie di prima mano, alla descrizione delle personalità e dei caratteri persino ai pettegolezzi, che si riscontra fin da questi anni, è il tratto migliore e più originale dello stile gioviano, che nella maturità segnerà eminentemente le sue opere storiche così come gli scritti biografici. In esso ritroviamo il tentativo di tradurre l'ideale individualismo umanistico, come motore delle vicende umane, in un racconto di valore universale, avulso da interessi e scopi particolari come era uso all'epoca, pur non prescindendo mai da una vigile, spesso dettagliata, analisi delle reali vicende politiche e militari, anche apparentemente marginali nel contesto mondiale.
Già nel 1515, lo studioso sottopone all'attenzione del pontefice i primi capitoli delle sue Historiae. Un lavoro ambizioso, con il quale l'autore cerca di collocare le «...guerre horrende de l'Italia...» in una narrazione che le delineasse come un passaggio cruciale della storia e della civiltà, in cui traspare, già fin dalla sua genesi, l'intuizione della progressiva perdita della centralità geopolitica dell'Italia, in cui le signorie vanno trasformandosi in principati a favore di nuovi equilibri fra le potenze europee, Impero e Francia in primis. Non a caso le sue Historiae prendono l'avvio dalla guerra di successione per il Regno di Napoli che causano la discesa di Carlo di Valois in Italia e l'innesco di una serie di lotte tra Stati italiani per il ridisegno delle supremazie dei vari principati, appoggiati da forze straniere: alleanze che determineranno il ridimensionamento dell'importanza dei governi locali della Penisola, se non il loro assoggettamento. Un'intuizione che lo storico viene ancor più maturando già a partire dal 1515 dopo la battaglia di Marignano (Melegnano), in seguito alla quale Ercole Massimiliano Sforza, sostenuto anche da milizie svizzere, perde inaspettatamente il controllo sul Ducato di Milano a favore dei francesi di Francesco I, appoggiati dai veneziani.
Per quanto riguarda il pontificato di Leone X Giovio porrà in luce, nella Vita a lui dedicata, come egli fosse in grado di spendere 800 000 ducati per spodestare dalla città di Urbino Francesco Maria I della Rovere, che pure in passato aveva ospitato i Medici dopo la cacciata da Firenze, per insediarvi il proprio nipote Lorenzo, signore della capitale toscana, in seguito al mancato appoggio del duca durante la battaglia di Marignano alle truppe papali; al contrario, di fronte alla ripresa dell'iniziativa militare ottomana, che tra il 1516 e il 1517, sotto Selim I, porta alla conquista di Gerusalemme e di tutti i territori del Sultanato mamelucco (Siria, Egitto e parti d'Arabia), lo stesso papa non seppe fare altro che promuovere una processione alla Basilica di Santa Maria sopra Minerva a Roma.

### Il legame con la famiglia de' Medici: gli anni fiorentini

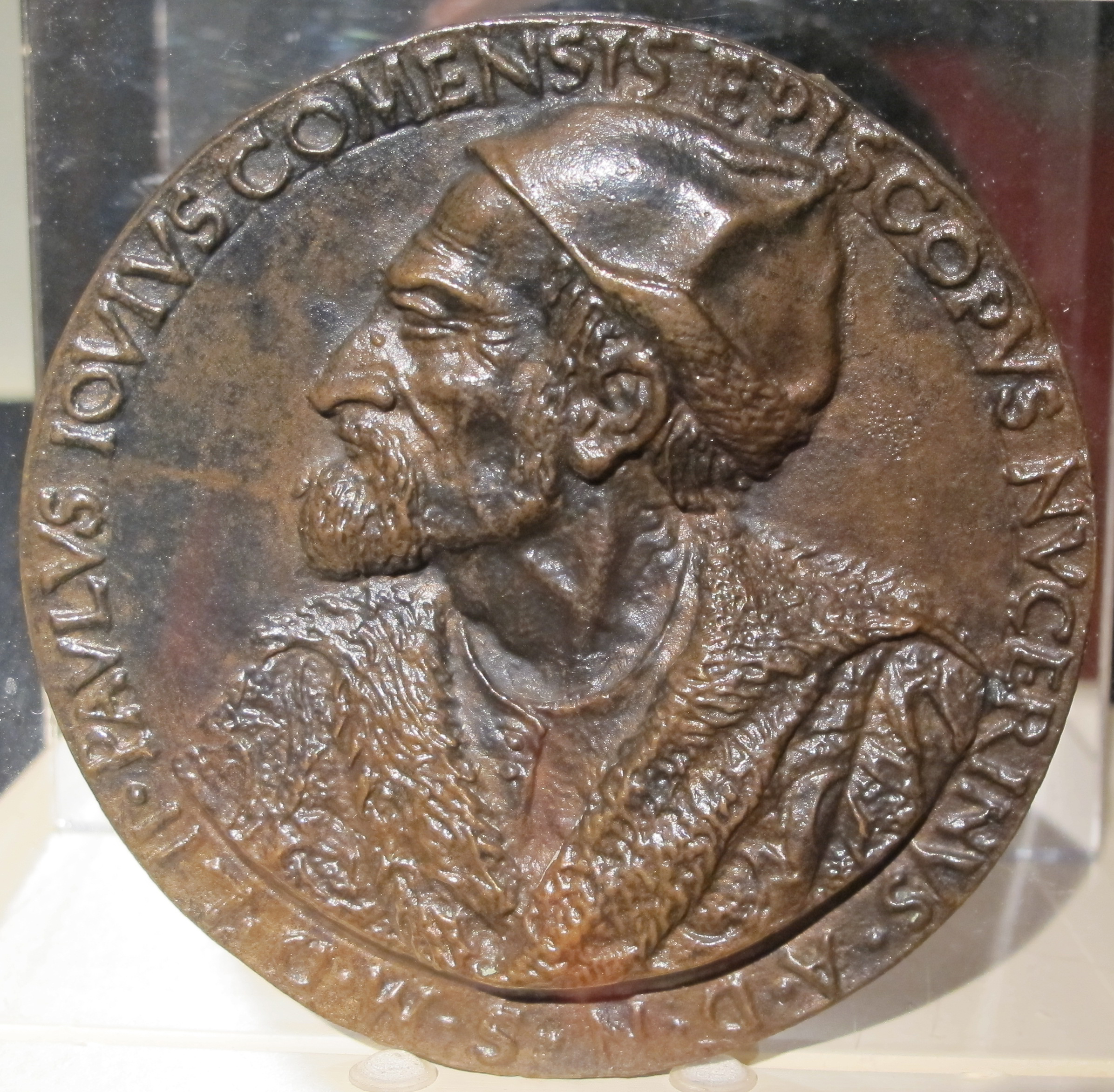
Francesco da Sangallo, medaglia di Paolo Giovio, 1522

Nel 1517, caduto in disgrazia il cardinale Sauli, suo mecenate, Giovio si lega definitivamente alla potente famiglia fiorentina, continuando a esercitare l'arte medica, ma acquisendo sempre più notorietà come figura di emergente umanista; Leone X lo nomina cavaliere e gli assegna una pensione. In particolare, strette relazioni intrattiene con Giulio de' Medici, di cui entra al servizio.
Quest'ultimo è cugino del pontefice in carica, e destinato lui stesso al soglio di Pietro nel 1523, con il nome di Clemente VII, dopo il brevissimo regno (1522/1523) del fiammingo Adriano VI, già tutore del futuro imperatore Carlo V. Al seguito del suo nuovo protettore, delegato da papa Leone X al governo di Firenze, Giovio risiede a lungo (quasi sette anni, sebbene con numerosi e prolungati intervalli), in quest'ultima città, dedicandosi alla stesura delle Historiae, senza dubbio la sua opera più importante. Sebbene apertamente coinvolto con il partito mediceo, l'umanista ha frequenti occasioni di partecipare alle riunioni che si tengono negli Orti Oricellari, vicino a Palazzo Rucellai, dove si danno convegno vecchi e nuovi esponenti della fazione contraria ai de' Medici. In esse si svolgono conversazioni culturali, rappresentazioni artistiche (tra le altre, qui viene messa in scena La Mandragola di Niccolò Machiavelli), ma, ovviamente anche accese discussioni politiche che delle idee dello stesso Machiavelli, faro dell'aristocrazia fiorentina di nostalgia repubblicana e di sentimenti avversi allo strapotere mediceo romano sulla città, fanno il loro punto di riferimento principale. A Firenze Giovio ha occasione di incontrare anche Francesco Guicciardini. Oltre a dedicarsi alle frequentazioni culturali, lo studioso non disdegna la vita nelle ville signorili e dei salotti eleganti, dove ha occasione di incontrare molte personalità di rilievo della vita politica e culturale, così come con una certa assiduità si dedica al corteggiamento femminile. Qui l'umanista inizia anche la raccolta dei primi ritratti che verranno esposti successivamente nel suo Museo comasco e si afferma come consulente di vari pittori e artisti, a cui dispensa informazioni e consigli sulla composizione di soggetti mitologici.

### Il secondo periodo leonino: l'attività diplomatica nel "mondo nuovo"
Gli anni trascorsi a Firenze, sono, interrotti da viaggi presso diverse corti italiane ed europee (anni in cui alla sua notorietà come medico si affianca via via quella di letterato) e che consentono a Giovio "di entrare in contatto con famosi personaggi del tempo e raccogliere un po' ovunque notizie e documenti" e di farsi via via sempre più apprezzare come cultore dei classici e attento indagatore delle vicende diplomatiche e storiche.
In questo periodo, che va dal 1515 al 1522, lo studioso si trova a confrontarsi con trasformazioni politiche di portata storica che sembrano far maturare compiutamente la consapevolezza del rischio concreto, già intuito, della graduale perdita dell'Italia della sua centralità geo-politica nello scacchiere europeo e nel "nuovo mondo" che viene delineandosi. Durante gli anni in cui salì al potere Carlo V si nota la ripresa dell'iniziativa militare turca, sia da parte della guerra di corsa barbaresca, sia a seguito della conquista di Belgrado da parte del sultano Sulaymān I Qanuni, nel 1521 e la presa di Rodi del 1522, del cui progetto si era già avuta notizia fin dal 1517 le cui vicende sono narrate anche da Giovio.
Giovio conobbe personalmente Antonio Pigafetta, storico e cartografo vicentino al seguito di Magellano, dopo il suo ritorno dalla prima circumnavigazione del globo. Alcuni sostengono che Giovio conobbe personalmente anche il navigatore portoghese.
Nel 1521 Leone X si convince a porre un freno al dilagare dell'influenza transalpina nel Nord Italia, che oltre al saccheggio di alcune città, rischia di destabilizzare i fragili equilibri tra i diversi potentati, con danno anche per gli interessi temporali della Chiesa e della famiglia de' Medici. Questo lo porta a stringere un accordo con Carlo V, con il quale stabilisce una comune iniziativa antifrancese. Il legame con gli oligarchi fiorentini, oltre ai profondi convincimenti personali, porta Giovio ad appoggiare la guerra promossa dal Papa contro il re Francesco I di Francia, durante lo stesso anno. Campagna militare formalmente voluta per la difesa della libertà italiana, in alleanza con la Spagna, ma in verità condotta allo scopo di reinsediare la famiglia Sforza, nella persona di Francesco II alla guida del Ducato di Milano, e riprendere il controllo delle piazzeforti perdute di Parma e Piacenza, impresa che gli riesce dopo la battaglia di Vaprio d'Adda nel 1521; non ultima ragione, per tentare di contrastare la diffusione del movimento luterano in Germania, grazie al ritrovato rapporto con l'imperatore. Nel corso del conflitto, Giovio, che accompagna Giulio de' Medici, designato come legato militare, si trova spesso sui campi di battaglia. È costretto, tra l'altro, ad assistere al sacco di Como, sua città natale, da parte delle truppe spagnole al comando del marchese di Pescara, Fernando Francesco d'Avalos, nonostante la pacifica resa delle truppe transalpine secondo gli accordi stipulati. Dopo la presa della città, anche il fratello Benedetto viene torturato. "Un prezzo duro da pagare alla linea di politica filo imperiale alla quale tentò di mantenere fedele il suo patrono Giulio de' Medici". Da questa esperienza lo storico trae un forte convincimento antibellicista, stigmatizzando le guerre fratricide, giustificandole solo nel caso in cui esse siano rivolte a combattere il nemico comune della cristianità: l'Impero ottomano.

### Il breve pontificato di Adriano VI: il marchese Adorno e le missioni antifrancesi nelle corti del Nord Italia
Il conclave del 9 gennaio 1522 termina con un compromesso tra i cardinali filo francesi e quelli vicini agli interessi imperiali e vede l'elezione del monaco Adriaan Florenszoon Boeyens, vescovo di Tortosa, inquisitore di Aragona e Navarra e governatore generale di Spagna, con il nome di Adriano VI. Del nuovo pontefice, Giovio, nella Vita a lui dedicata, dà un giudizio preciso: gli appare «uomo freddo e poco abituato alle maniere diplomatiche della curia romana (...) privo della necessaria umanità e delle qualità personali di cui aveva bisogno»; mentre riguardo ai suoi consiglieri si esprime definendoli «uomini di legno, lealissimi, ma privi di qualunque abilità politica e capacità di giudizio».
Lo studioso viene inviato in missione diplomatica a Genova, messa a sacco dalle stesse truppe imperiali che avevano conquistato Como. Nella città ligure entra al servizio del marchese Adorno "con cui doveva intrecciare più tardi uno dei più seri tentativi diplomatici di soluzione della questione italiana". Nelle lettere di questo periodo, lo storico parla del graduale ritorno della città alla consueta gaiezza pubblica e privata di cui prima del saccheggio "menava vanto da molti anni". Come di consueto non trascura di magnificare le signore del suo ambiente che con compiacimento definisce "splendide, galanti, piacevoli e colte".
Nel novembre del 1522, Giovio parte, insieme con il marchese genovese, per Ferrara e Venezia, nel tentativo di convincere il duca Alfonso I d'Este e il Senato della Serenissima a recedere dalla loro alleanza con la Francia. Presso la sede della Repubblica, i colloqui si protraggono per diversi mesi. Anche qui lo studioso ha modo di entrare in contatto con numerosi influenti personaggi, con i quali intrattenne buoni rapporti per il resto dell'esistenza. Nella città veneta il marchese Adorno muore e Giovio si vede costretto a tornare al servizio del cardinale Giulio de' Medici, già suo protettore negli anni fiorentini.
Il Papa viene definito "barbaro" anche dai curiali romani e da molti contemporanei, tra cui Giovio. Egli attua una politica rigorista che fa perdere a Giovio gran parte delle proprie rendite e viene compensato con un canonicato presso il capitolo della cattedrale di Como, da cui non si sente affatto soddisfatto, aspirando a una carriera ecclesiastica più rilevante. È probabilmente di questi anni la stesura da parte dell'umanista, pubblicata più tardi, de La vita di Leone X.
Non è dato sapere in quale misura l'azione diplomatica di Giovio e del nobile ligure presso le corti italiane in funzione antifrancese possa avere influito sull'adesione da parte di Venezia e Milano alla lega promossa da Carlo V contro Francesco I di Francia nel 1523, a cui aderì anche il re d'Inghilterra e, a malincuore, il Papa. Quest'ultimo aveva, infatti, in precedenza, puntigliosamente percorso ogni strada per unire le forze imperiali e quelle francesi in una lega anti-turca dopo la presa di Rodi da parte degli Ottomani e la conseguente cacciata dall'isola dei Cavalieri dell'ordine dell'Ospedale di San Giovanni di Gerusalemme.
Nell'agosto dello stesso anno, Giovio è in missione a Firenze e poi a Mantova. In quest'ultima città viene festeggiato ripetutamente e gli viene attribuita la cittadinanza onoraria. Mentre si trova presso la corte dei Gonzaga, il pontefice muore improvvisamente.

### L'inizio del pontificato di Clemente VII
In ogni caso, è con la salita al potere di Clemente VII che l'umanista raggiunge l'apice della sua influenza politica e culturale. Diviene membro permanente della corte pontificia e inizia a essere "conosciuto come persona la cui parola pesava in misura determinante nelle decisioni del pontefice, era 'carezzato' da una vastissima schiera di personaggi accreditati presso la Santa Sede.

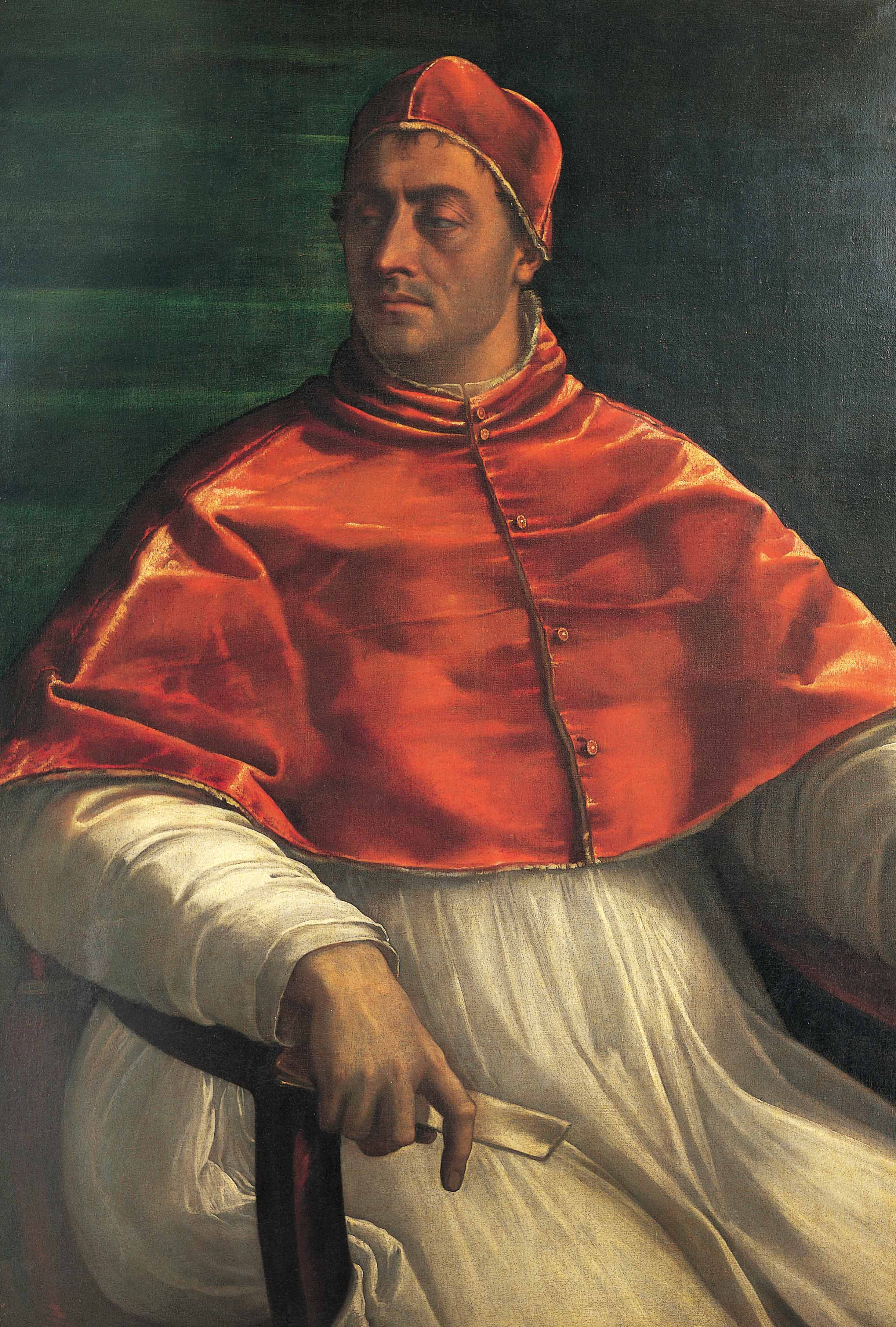
Sebastiano del Piombo, Ritratto di papa Clemente VII (1526 circa), Museo di Capodimonte, Napoli

I suoi quartieri in Vaticano, quello che Giovio ironicamente definisce il suo 'paradiso', divennero luogo di incontro di prelati e diplomatici, segretari e spie di tutta Europa, alla ricerca delle ultime notizie ". Per conto del pontefice assolve diversi incarichi diplomatici a Mantova e Ferrara, occupandosi sovente del disbrigo di faccende delicate di cui Clemente "non può, o non vuole, occuparsi", come, ad esempio, «... il pagamento di debiti contratti dalla Curia nei confronti del duca Federigo Gonzaga di Mantova». Incarichi dai quali, come traspare dai resoconti epistolari, emerge la venalità di Giovio, che tende a trarre benefici collaterali per sé o per i propri familiari. In ogni caso, in questo periodo, egli dà origine a una fitta rete di rapporti epistolari, da cui ricava informazioni dirette e indirette che, una volta organizzate, gli serviranno per la stesura delle sue Historiae, oltre a garantirgli il privilegio di un buon punto di osservazione delle vicende culturali e politiche europee di quegli anni.
Le fortune militari sembrano arridere dapprima ai francesi che riconquistano diversi territori. Questo fatto, porta Clemente VII, già preoccupato della supremazia spagnola in Italia, ad annunciare incautamente nel gennaio del 1525 un rovesciamento di alleanze, denunciando l'accordo in vigore con l'imperatore, a favore del re di Francia e dando il via libera per la presa di Milano da parte di quest'ultimo, sia Giovio sia Francesco Guicciardini definiscono il papa come una personalità debole, incapace di prendere decisioni rapide".
La battaglia di Pavia del 24 febbraio 1525 si risolve in un disastro per le armate francesi, segnando la fine della quarta guerra d'Italia e il trionfo militare di Carlo V; lo stesso Francesco I viene fatto prigioniero. Dopo la disfatta francese Clemente VII tenterà un nuovo avvicinamento all'Imperatore, ovviamente senza successo.
In questi anni travagliati, Giovio non rinuncia, sebbene in misura minore, avendo il papa altri dottori, all'esercizio della professione medica (sappiamo da fonte diretta che quando Ludovico Consalvo ha problemi di salute, Clemente gli invia Giovio per curarlo). Tuttavia l'attività di letterato e diplomatico diviene preponderante e come tale gli viene riconosciuta dai più, in Italia e in Europa.

### Prime opere del periodo clementino
La costante, incontenibile attenzione verso le vicende storiche sostenuta da un solido e non comune patrimonio culturale, frutto degli ottimi studi e della privilegiata formazione successiva a questi, hanno come esito, in questi anni, non soltanto l'avvio dell'ambizioso progetto delle Historiae, ma anche la redazione di alcune opere che testimoniano quanto fossero radicati in Giovio gli interessi di natura scientifica. Il De romanis piscibus (I pesci romani) del 1524 fa certamente parte di questo primo gruppo di lavori successivo alle Noctes. Si tratta di un testo di ittiologia, antesignano delle molte opere monografiche di zoologia che vedranno la luce negli anni seguenti per mano di diversi autori. "Erudito et faceto libro", secondo la definizione dello stesso autore, (...) è un'opera in cui Giovio fa mostra di un'erudizione letteraria e scientifica molto vasta, attingendo da autori antichi e moderni, Plinio, Galeno ma anche l'umanista Platina (diligens historicus et cocus industrius cioè: "storico diligente e cuoco solerte"), e condendo il tutto di aneddoti piccanti e di curiose informazioni su condimenti e metodi di cottura del pesce. Pubblicata (...) con la dedica al cardinale Ludovico di Borbone ('la fatica de' Pesci m'andò vota col Cardinal di Borbone, al qual dedicai il libro, rimunerandomi esso con un benefizio fabuloso, situato nella isola Thile oltre le Orcadi), si rammaricherà poi in una lettera a Galeazzo Florimonte), l'operetta, poco più di uno scherzo letterario in un latino agile e disinvolto, appare interessante soprattutto come testimonianza delle abitudini epicuree e spensierate dell'autore". Da esso possiamo, infatti, ricavare l'amore di Giovio per la buona cucina, in cui, tra l'altro, si "abbandona a una compiaciuta, dottissima rassegna di prelibatezze gastronomiche, frutto, più ancora che della sua competenza di medico, della sua diretta esperienza di buongustaio".
Di poco posteriore è il De optima victus ratione, un trattato di igiene e dietetica, nel quale esprime, tra l'altro, la sua perplessità nei confronti della farmacologia e la necessità di migliorare la prevenzione, rispetto alle cure.

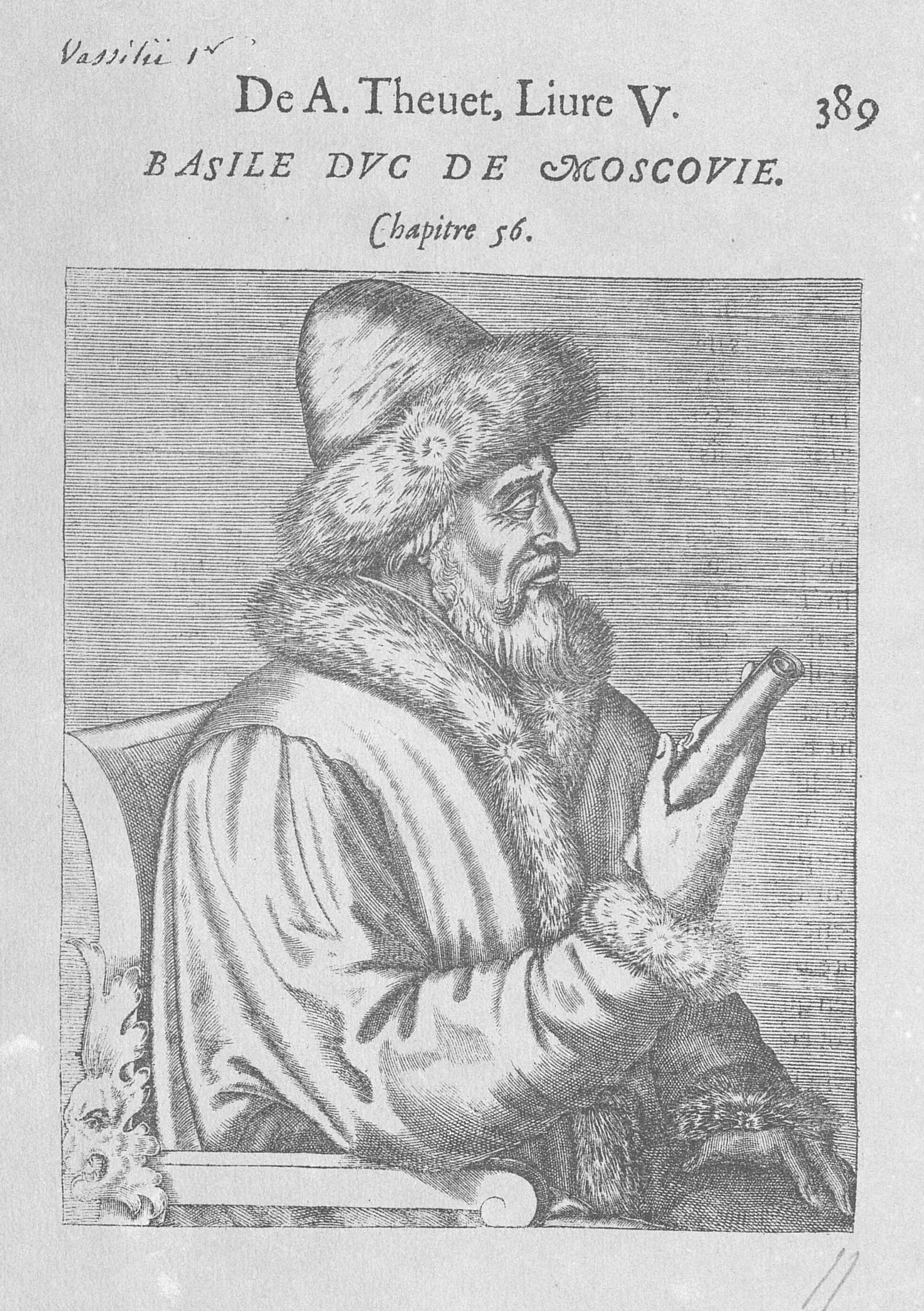
Ritratto del Granduca di tutte le Russie Vasilii III Ivanovic (Basilio III, 1479-1533), anonimo del XVI secolo

In esso, Paolo Giovio "consiglia all'amico Felice Trofino, alto prelato della corte di Clemente VII (e già cappellano e segretario di quest'ultimo quando era cardinale), dei metodi di cura, fondati su un tenore di vita sobrio e controllato piuttosto che sui preparati degli speziali. Per questo, raccomanda soprattutto esercizio fisico, nella convinzione che 'in tota arte medicinà non esista 'remedium vel latius vel salubrius moderata corporis exercitatione', un rimedio cioè più efficace e salutare del moderato esercizio fisico. Interessante poi la tesi secondo cui la malattia va, prima ancora che combattuta, prevenuta, adoperando ogni attenzione onde impedire la sua comparsa: ecco la necessità essenzialmente di quiete, frictionibus, cucurbitulis, unctione, balneis, clysteribus, simplicique parabilium et tutissimarum rerum administratione, di quiete cioè, di massaggi, di salassi, di frizioni, di bagni, di clisteri, dell'uso insomma di cose semplici e di preparati, facilmente procurabili e soprattutto assolutamente sicuri. Molta attenzione poi, secondo Giovio, deve essere riservata alla dieta: pasti regolari, dunque, cibi salutari, soprattutto verdura, carne (cacciagione e polleria), pesce ma ben cotto, niente droghe e intingoli indigesti e, affinché lo stomaco non si appesantisca, un conveniente e periodico uso di lassativi, a base soprattutto di infusi di erbe".
Sempre del 1524 è il libello Consultum de oleo, una sorta di richiesta di parere su un olio antipestilenziale; risale, invece, al 1525 la cosiddetta Moschovia, piccolo trattato corografico in cui si affronta una breve descrizione della Russia. Il libello, che tratta di storia, geografia, storia naturale e abitudini sociali della Russia degli inizi del Cinquecento è la prima opera proposta al pubblico europeo sull'argomento e nasce dalle frequentazioni, quasi quotidiane, che l'autore intrattiene con il legato del granduca moscovita, Dimitri Gerasimov, durante la permanenza a Roma di quest'ultimo e con il quale familiarizza ben presto. Sugli stessi argomenti ha modo di colloquiare a lungo anche con uno degli architetti italiani impegnati nella progettazione e costruzione del Cremlino, tanto da ricavarne in poco tempo nozioni e conoscenze piuttosto articolate e precise.
Anteriore invece al 1528 è l'opera De hammocrysi lapidis virtutibus epistula, una sorta di perizia -attualmente perduta- su una pietra dai poteri astrologici citata dal solo Plinio il Vecchio in un passo della sua Naturalis historia. È, probabilmente, di questo periodo lo scambio di epigrammi polemici con Pietro Aretino, rientrato a Roma. Decisamente più rilevante è la stesura (1523/1527) di tre brevi, ma importanti biografie dedicate a Leonardo da Vinci, Raffaello Sanzio e Michelangelo Buonarroti. Quella di quest'ultimo artista, la più estesa delle tre, contiene anche notizie circa Andrea Sansovino, Baccio Bandinelli e Cristoforo Solari, il Gobbo.

### Il sacco di Roma

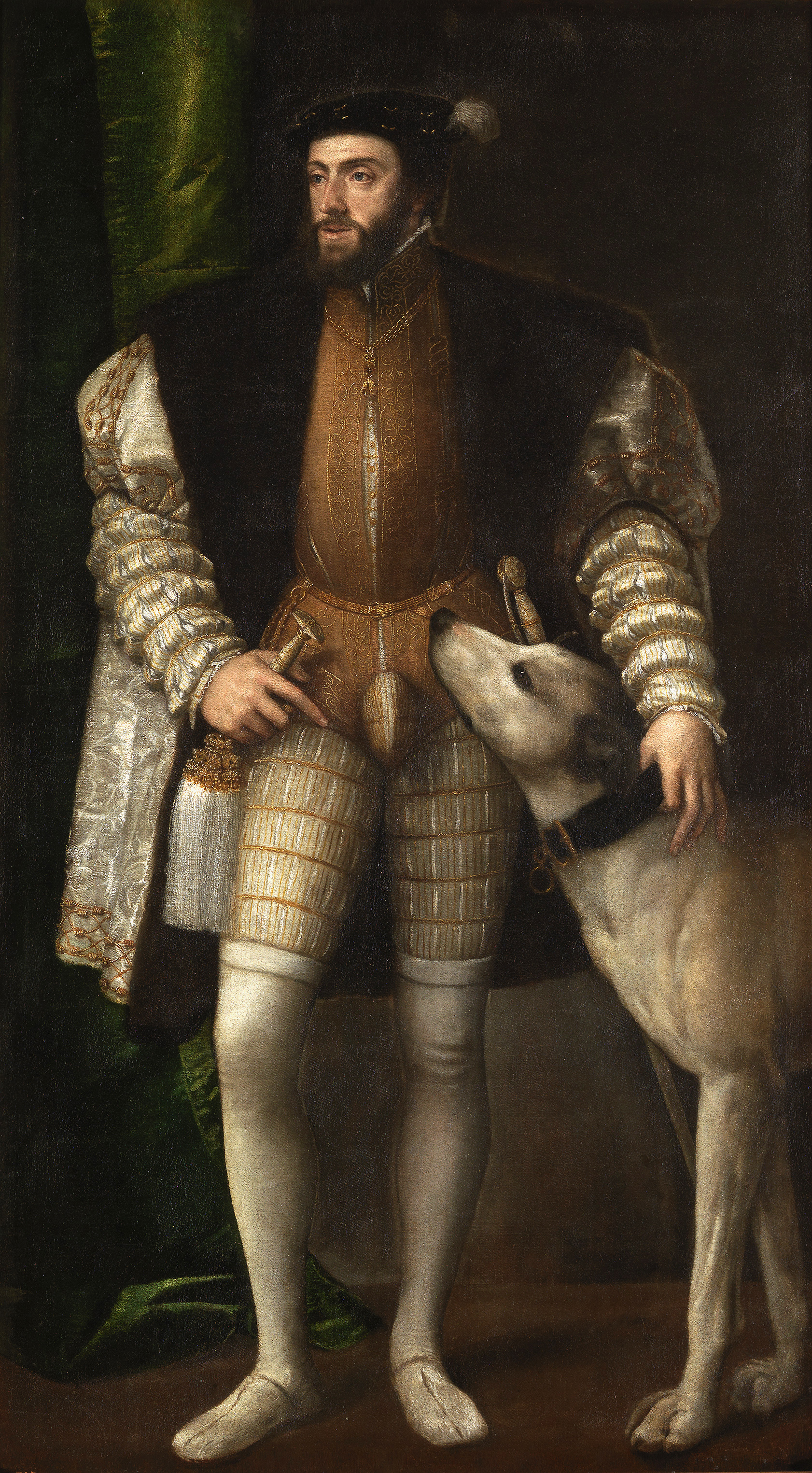
Tiziano Vecellio, Ritratto dell'Imperatore Carlo V (1500-1558), 1532/1533, (olio su tela), Museo del Prado, Madrid

Dal punto di vista politico, Giovio segue con crescente preoccupazione il progressivo abbandono da parte di Clemente VII della strategia di alleanza con l'Impero. In questa delicata fase, l'umanista non cessa di richiamare, inascoltato, il Pontefice alla necessità di ritrovare un accordo con l'Asburgo.
Il cardinale Pompeo Colonna organizza bande armate che mettono a saccheggio Roma, assediando il Papa. Clemente, a questo punto chiede l'intervento dell'Imperatore, promettendogli, in cambio della propria liberazione, di abbandonare la Lega filo francese. Una volta tornato libero, però il pontefice non mantiene i patti e si rivolge a Francesco I chiedendogli di intervenire a suo favore. Tuttavia, il sostanziale disimpegno del re di Francia I nella questione, essendo impegnato ancora nelle trattative per il riscatto dei figli, dati in pegno per la propria liberazione dopo la sconfitta di Pavia, inducono alla reazione l'Imperatore per tentare di risolvere definitivamente la questione italiana e francese.
Il violento saccheggio che ne seguì, da parte soprattutto delle truppe mercenarie reclutate da Carlo V, rappresenta per Giovio l'esito inevitabile del disastroso indirizzo politico seguito dalla Curia romana a partire dalla metà degli anni venti. Un'autentica, insanabile frattura che egli giudica scuotere alle fondamenta l'unità culturale dell'Europa, fondata sull'eredità del mondo greco e romano, interpretata attraverso l'esperienza della Chiesa cattolica. Una visione, peraltro, tutt'altro che "chiusa" nell'enfasi di un'antichità vagheggiata o "romanocentrica", alla base della quale si affacciano, al contrario, "quelle decise aperture intellettuali verso l'altro geografico, etnografico, culturale che contraddistingueranno il suo metodo storiografico". La vera universalità della Chiesa e la salvaguardia dei reali valori fondanti dell'Occidente sembrano, piuttosto, per lo studioso comense, affidarsi alla capacità delle istituzioni che sono chiamate a rappresentarli e della società intellettuale tutta di confrontarsi vicendevolmente, oltre a "considerare" altre esperienze e tradizioni culturali, in modo oculato, ma aperto e costante.

### Il cenacolo di Vittoria Colonna a Ischia: ilDialogus de viris et foeminis aetate nostra florentibus
Della rovinosa occupazione di Roma da parte dei lanzichenecchi, che destò clamore in tutta Europa, l'umanista tratta anche in un testo di una certa importanza, ovvero il Dialogus de viris et foeminis aetate nostra florentibus. Nello scritto, strutturato come erudita disputatio, secondo i canoni più classici, si indaga sulle differenze tra i due sessi. L'originale posizione sostenuta dall'autore vuole che tali differenze siano piuttosto di origine culturale che naturale, sebbene affermi che non "sono ancora maturi i tempi per cercare di sovvertire l'ordine sociale con una maggior autonomia e libertà del cosiddetto sesso debole". "Il classico tema umanistico del rapporto tra fortuna e virtù, venne sviluppato in forme parzialmente innovative. Certo il problema non è nuovo, i protagonisti si chiedono, infatti, come e in che misura gli uomini possano controllare il proprio destino, tuttavia la particolare attitudine del Giovio ne fa un testo parzialmente diverso da tutti i suoi predecessori. Innanzitutto, gli attori non sono né personaggi di fantasia né vengono chiusi in schemi preconcetti; sebbene non manchino riferimenti a tipi ideali, lo scritto è il risultato della discussione fra individui emblematici che esprimono con forza le loro caratteristiche specifiche, siano esse quelle del militare, del politico o dell'intellettuale cortigiano".
L'opera diviene occasione, soprattutto, per un'appassionata e aspra riflessione sulle cause dell'occupazione straniera di Roma, definita "la sacrosanta casa di tutte le nazioni". La risposta di Giovio è netta: "...nostri istinti naturali sono docili e socievoli, ma le buone abitudini richiedono buoni esempi e buone leggi. Se i prìncipi sono corrotti, la popolazione degenererà presto. La corruzione ha causato il disastro italiano, non Dio, la Fortuna o le stelle. La folle ambizione dei nostri prìncipi ha chiamato per prima gli stranieri in Italia, scatenando la guerra e i tumulti che hanno distrutto le onorevoli abitudini del Quattrocento". Il giudizio sulle conseguenze è altrettanto chiaro: "le guerre d'Italia costituiscono un freno al progresso sociale non solo della penisola, ma della cristianità intera". All'occupazione dell'Urbe, Giovio imputa inoltre "la perdita del manoscritto dei libri V-X delle (sue) Historiae relativi agli anni 1498-1513 (ma su questa perdita, così ostentatamente 'livianà, contraddetta da altre dichiarazioni dell'autore, già i contemporanei dubitavano, mentre i libri XIX-XXIV, relativi agli anni 1517-27 non furono mai scritti)".
Giovio lascerà Roma alla volta di Ischia, ov'era ospite della poetessa Vittoria Colonna e di Costanza d'Avalos, zia del marchese del Vasto. Nel castello aragonese di Ischia, di proprietà degli Avalos, si creò, a partire dagli anni venti, un cenacolo artistico di notevole rilevanza attorno alla figura di Vittoria Colonna; la nobildonna era vedova, dal 1525 del marchese di Pescara, Francesco Ferdinando d'Avalos, uno dei comandanti dell'esercito imperiale in Italia.
Giovio rimase affascinato dalla donna «... a cui fu legato da un amore celeste, santo e platonicissimo, armonia delle cose più belle», come sostiene in una lettera del 15 luglio 1530 indirizzata al cardinal Bembo.
Nel Dialogus de viris et foeminis... si sofferma proprio ad ammirare "i seni tondeggianti "Una corte spirituale, fatta di relazioni, di dedica di lavori poetici, di alcune frequenti presenze e di visite (...) corte reale, formatasi dietro la spinta di circostanze esteriori avverse, di cui spiriti nobili attesero la fine, prestando ad esse un'attenta osservazione e dedicandosi ai giochi dello spirito".

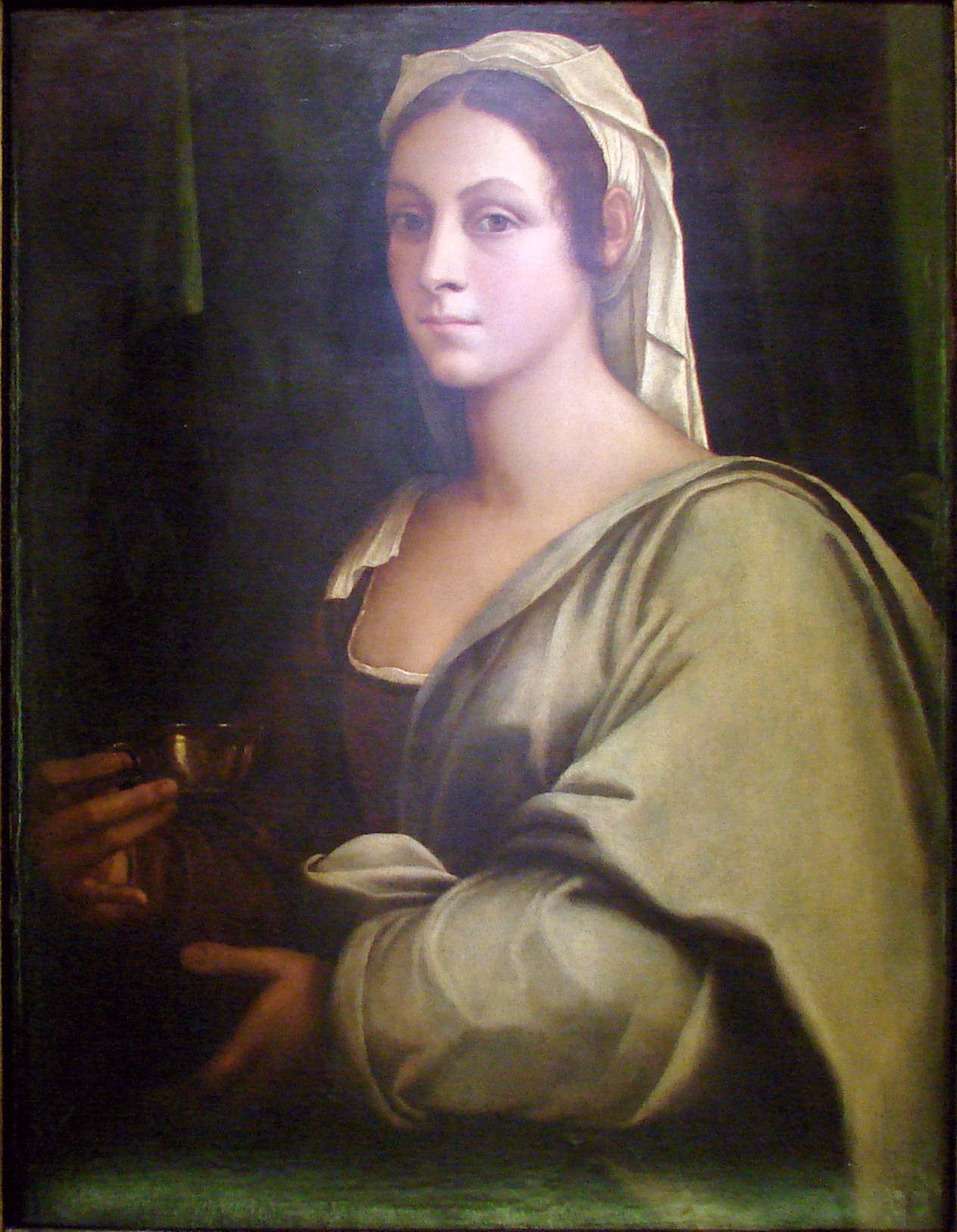
Sebastiano del Piombo, Ritratto di Vittoria Colonna (1490-1547)

Dopo l'occupazione di Roma, divenne un vero nido dorato, dove trovarono asilo nobili e cortigiani romani fuoriusciti che non avevano scelto Sorrento o Napoli, o altre località a sud della capitale, come rifugio dalle armate straniere di occupazione, e che attendevano la fine del conflitto dedicandosi all'esercizio delle arti, in uno splendido isolamento. Anche Giovio approfitterà di tale situazione per approfondire i propri studi e proseguire il lavoro sulle Historiae; nella circostanza, lo studioso ebbe modo di prestare visita a quest'ultimo, prigioniero dopo la disastrosa sconfitta navale subita nella battaglia di Capo d'Orso nei pressi dell'omonimo promontorio tra Salerno e Amalfi, dalle armate imperiali da parte delle forze franco-genovesi agli ordini di Filippino Doria. Su questa vicenda lo studioso stende una relazione per il Pontefice.
Dopo il termine dei conflitti anche Giovio rientra nella città pontificia, riprendendo la sua attività di cortigiano e diplomatico, dopo aver perso buona parte dei suoi beni materiali. A parziale ricompensa per la fedeltà dimostrata dall'umanista durante il saccheggio di Roma, nonostante la mai celata contrarietà dello studioso e consigliere verso la politica perseguita dai vertici ecclesiastici romani, Clemente VII lo aveva nel frattempo (1528) nominato vescovo della diocesi di Nocera dei Pagani. Nella nuova e povera sede episcopale, Giovio si recherà, tuttavia, una sola volta (1531), dopo l'assunzione della carica.

### Alla corte di Ippolito de' Medici
L'anno 1529 è segnato da diversi eventi di grande importanza. In primo luogo, la convocazione da parte di Carlo d'Asburgo della seconda Dieta di Spira nel mese di aprile, durante la quale l'imperatore revocò di fatto i benefici concessi ai luterani nel 1526 (divieto di confisca dei beni religiosi, ecc, riportando la situazione alle decisioni comprese nell'Editto di Worms del 1521, che prevedeva la scomunica per gli scismatici) mettendo a segno una sostanziale vittoria della parte cattolica. Le conclusioni portano sei principi tedeschi e quattordici città a presentare un documento, la nota Protestatio, contro l'atto di controriforma deciso da Carlo V, sulla base della formale motivazione di rimandare ogni decisione al Concilio religioso in attesa di essere indetto. La tensione tra luterani e cattolici non può che aumentare, così come quella tra Carlo e importanti potentati tedeschi. In secondo luogo, la firma, il 3 agosto, della pace di Cambrai che pose fine al conflitto tra Francia, da una parte, e Impero e Spagna dall'altra. Da ultimo, l'assedio di Vienna da parte di Suleyman I, tra il mese di settembre e quello di ottobre, respinto dalla popolazione (e grazie alla ritrovata libertà d'azione dell'Imperatore dopo la pace con la Francia), ma che riporta in primo piano la questione turca. I rinnovati rapporti tra Pontefice e Imperatore, dopo la seconda Dieta di Spira, e la momentanea esclusione militare dalla scena politica dei francesi, porteranno, come detto, a sancire la supremazia spagnola e tedesca in Italia e alla salvaguardia dei territori pontifici e medicei, con la restaurazione del Ducato in Firenze, ottenuto grazie allo sforzo bellico messo in campo da Carlo V, così cara al regnante cattolico. Altro esito è quello di "restaurare" il rito dell'investitura dell'Imperatore da parte del Papa. Il 24 febbraio del 1530 Giovio si trova dunque a Bologna, insieme al cardinale Ippolito de' Medici in occasione dell'incoronazione di Carlo V da parte di Clemente VII, in San Petronio: formale, ma determinante riconoscimento da parte della Chiesa cattolica della legittima autorità del nuovo imperatore. In tale occasione fa parte del seguito che accompagna fino a Mantova Carlo V, partecipando ai festeggiamenti per l'elezione di quest'ultimo, che hanno luogo in città, in particolare a Palazzo Te dove l'imperatore risiede.

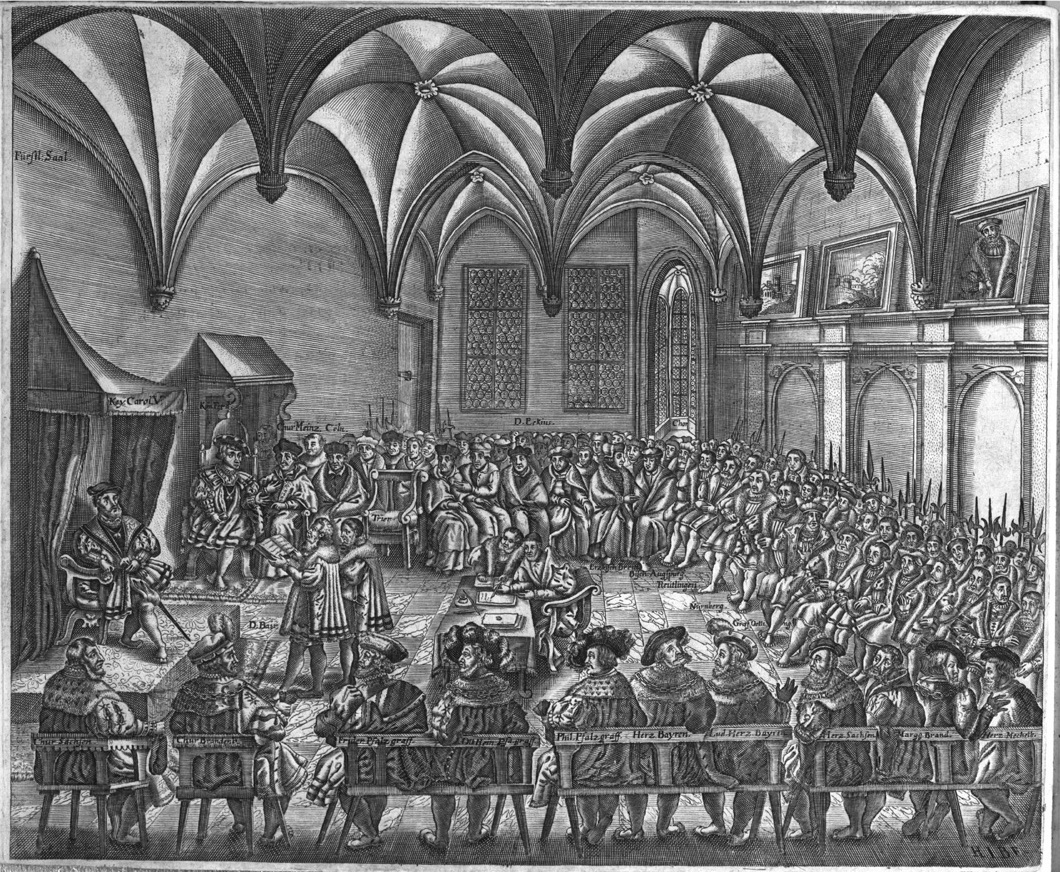
Christian Beyer, Dieta di Augusta, incisione

La corte di Ippolito, presso il quale Giovio presta servizio dopo il rientro a Roma, «…è un ambiente più dedicato ai piaceri mondani, al culto dell'arte e delle lettere, che al servizio religioso». "L'entourage del cardinale diviene per Giovio (…) qualcosa di simile all'Accademia Romana del tempo di Leone X, anche se i tempi, soprattutto dal punto di vista finanziario, non erano felici come allora. Il servizio del giovane Medici non impedisce allo storico comasco di rendersi utile anche alle dirette dipendenze del pontefice, come ad esempio nel caso del ricevimento di un'ambasciata del duca di Ferrara, occasione in cui la sua presenza fu notata al fianco del sommo pontefice". Tuttavia sono anni difficili. Verso la metà del 1530 l'imperatore è costretto a convocare, nella città bavarese di Augsburg (Augusta), la cosiddetta Dieta di Augusta per cercare di comporre le diatribe tra cattolici e riformati, che ormai rischiano di produrre un vero e proprio scisma nel mondo cristiano. Nel consesso religioso, a differenza delle esperienze precedenti, non si trovano, tuttavia, a confronto una minoranza di eretici e una Chiesa cattolica organizzata, ma due schieramenti altrettanto forti, costituiti dal Papa, la Curia romana e i potentati politici che ne appoggiano la visione teologica, da un lato, e dall'altro le diverse Chiese territoriali, i Principi, i notabili, i pastori e gli intellettuali che avevano aderito alle tesi di Wittenberg e chiedevano di applicarle nelle regioni di loro pertinenza. La Dieta si concluse con la presa d'atto dell'impossibilità di comporre i dissidi, divenuti ormai di natura teologica, anche in ragione delle numerose differenziazioni di posizioni all'interno dei due fronti.

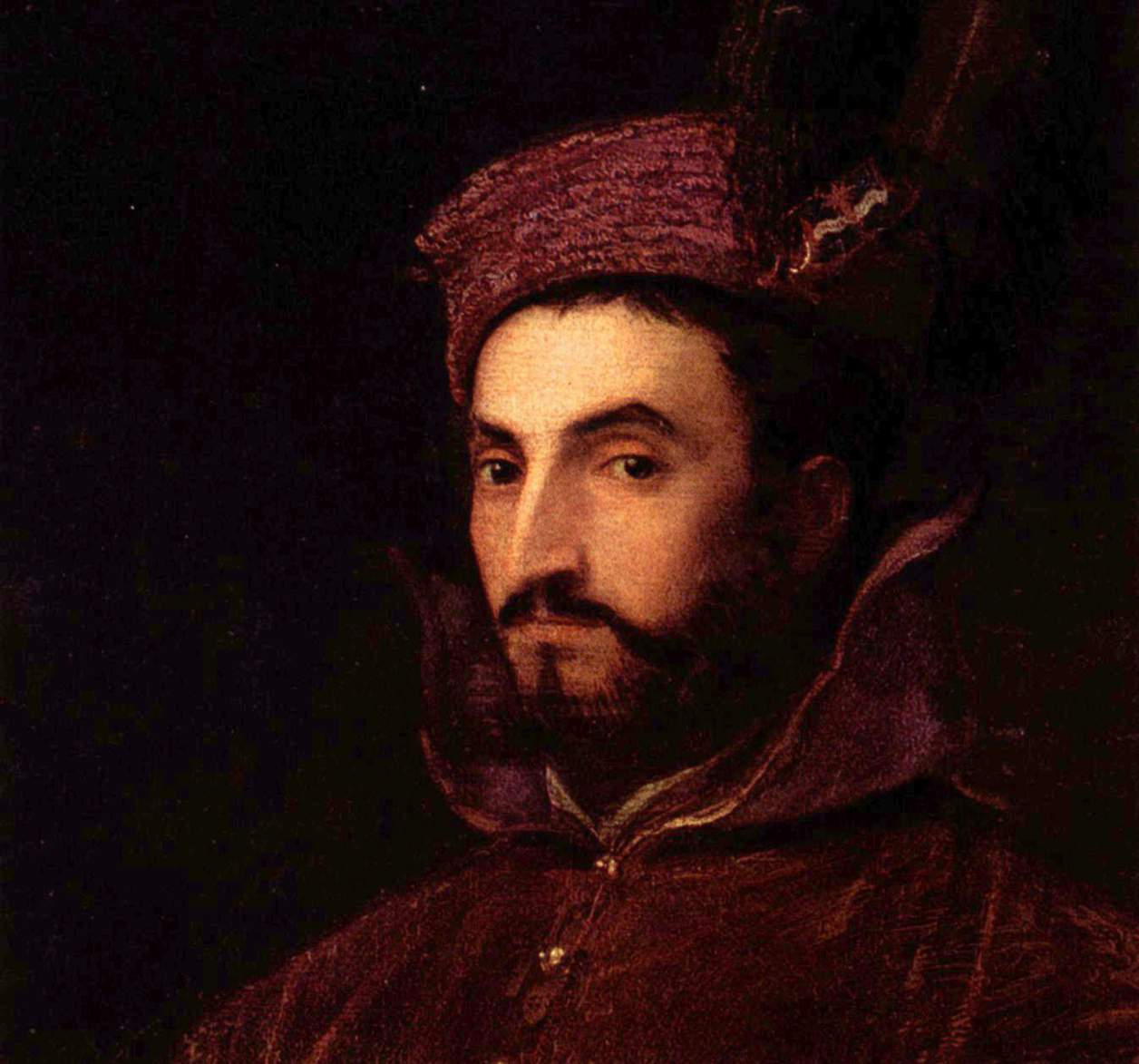
Tiziano Vecellio, Ritratto di Ippolito de' Medici, 1532-1534 circa, olio su tela, Galleria Palatina, Firenze

### La crociata contro gli Ottomani e "Il commentario delle cose de' Turchi"
La convocazione di un Concilio ecumenico sembra pertanto improcrastinabile, sebbene piuttosto vano sul piano concreto, a causa della distanza delle posizioni dei contendenti. In più, essa non sembra essere nelle intenzioni di Clemente VII, deciso a far valere l'autorità religiosa e politica di Roma sulla base di uno status quo indiscutibile e, probabilmente, della forza militare. Oltretutto, la convocazione di un Concilio avrebbe rafforzato la posizione dell'Imperatore e il papa tende invece in questo momento a controbilanciare, ancora una volta, la conclamata potenza asburgico-spagnola, riallacciando più o meno segretamente, relazioni più strette con la corona francese. Le conseguenze non si faranno attendere. Nel febbraio del 1531 viene creata in Turingia la Lega Smalcaldica, per iniziativa di due principi luterani tedeschi, Filippo I d'Assia e del padre diGiovanni Federico, elettore di Sassonia con l'intesa di recarsi reciproco aiuto militare nel caso i loro territori fossero stati attaccati dall'Imperatore. All'alleanza politico-militare aderirono ben presto molte città dell'Hansa, che mal tolleravano le ingerenze di Carlo nei loro fiorenti traffici commerciali e da tempo aspiravano a maggior autonomia dal governo asburgico; ugualmente non si fece attendere l'ingresso di numerose città del Sud e del Nord della Germania, nonché della vicina Svizzera. Il patto prevedeva la mobilitazione di un esercito in caso di aggressione. Inoltre, essa non tarderà a cercare l'appoggio di Francesco I di Francia, aizzando nuovamente i dissapori tra quest'ultimo e l'Imperatore, e in seguito, della corona danese.
Lo stesso anno, uno dei capi della Riforma, lo svizzero Ulrico Zwingli viene ucciso, nell'ottobre, durante la battaglia di Kappel, vinta dai cantoni cattolici svizzeri su quelli protestanti. Inoltre, il movimento luterano investe con forza i Paesi nordici europei (Paesi Bassi e Scandinavia), mentre soprattutto il calvinismo si diffonde anche in Inghilterra. In questo periodo i rapporti tra il sovrano inglese Enrico VIII, che pure si era guadagnato dal Papa il titolo di Defensor Fidei nel 1521 divengono tesi per l'ipotesi di annullamento (grazie all'intervento spagnolo) della Bolla pontificia con cui si autorizzava lo scioglimento del matrimonio del re con Caterina d'Aragona, dalla quale non aveva avuto figli, per consentirgli di sposare Anna Bolena; così come si raffreddarono quelli con Carlo V, di cui la stessa Caterina era la zia. In questo clima di tensioni religiose e politiche che scuote l'Europa cristiana divisa da un ormai insanabile frattura e attraversata dall'inizio di una crisi monetaria e inflativa di notevoli proporzioni (dovuta al riversarsi "incontrollato" sui mercati dell'oro e dell'argento spagnolo provenienti dal Centro-Sud America, dove la conquista procede a ritmi rapidissimi), si assiste al consolidamento delle piazzeforti ottomane nei Balcani e nell'Adriatico, a danno di Venezia e dell'Impero, così come prosegue l'espansione turco-araba verso il cuore dell'Africa.
È soprattutto la minaccia rappresentata dagli Ottomani, acuita dalle divisioni nell'Occidente cristiano, su cui si appunta l'interesse di Giovio in questo periodo, indagata dall'umanista con grande attenzione e affrontata da posizioni analitiche piuttosto originali. L'atteggiamento di apertura culturale verso altri "mondi", che l'umanista viene maturando dalla metà degli anni venti, è confermato, infatti, dalla stesura tra il 1530 e il 1531 (la pubblicazione è dell'anno successivo) del Commentario delle cose de' Turchi dedicato a Carlo V, cogliendo in parte l'occasione di una crociata che Clemente VII decide di bandire nel 1531, dopo l'assedio ottomano di Vienna. Si vuole che, anche grazie a questo scritto, "l'imperatore nomini Giovio conte palatino, consentendogli la facoltà di aggiungere le colonne d'Ercole allo stemma di famiglia per i servizi resi alla causa imperiale così come per la sua posizione nei confronti del papa e per la sua nascente reputazione di storico contemporaneo". Questo scritto "pone in luce non solo quanto fosse eccezionale la conoscenza gioviana della politica turca - ben al di sopra dei comuni livelli di consapevolezza dell'epoca - ma anche l'equanimità del suo giudizio nell'elogiare le qualità che rendevano i Turchi antagonisti tanto temibili. Sarà anche stata, la sua, una conoscenza funzionale all'esigenza di combatterne meglio l'avanzata: resta che da nessun autore della prima metà del Cinquecento essi si videro tributare un'attenzione rispettosa e uno sguardo penetrante nelle loro istituzioni di lunga durata, quanto da Giovio". "Frutto di 'lunga et singular diligentia nel raccogliere su di loro notizie dalle fonti più diverse, dirette (mercanti, soldati o girovaghi) o indirette (corrispondenze e relazioni)" l'opera è redatta in lingua volgare. In essa l'analisi della storia e dei costumi di questo popolo permette allo studioso di concludere che il pericolo da esso rappresentato non è per nulla fantasioso, ma anche affrontabile. La decisione di Carlo V di aderire alla crociata contro i Turchi comporta per Giovio, che nel frattempo si era trasferito a Como nella primavera del 1532, dedicandosi soprattutto al progetto di realizzare, sulla base di una suggestione letteraria, un'adeguata collocazione fisica per la collezione di immagini, nonché di motti e di imprese, che nel frattempo aveva raccolto, in cui ritirarsi una volta lasciati i propri uffici, di recarsi in Germania. Egli viene chiamato a far parte della delegazione che il pontefice invia all'imperatore per consegnarli il tributo di 50 000 ducati a sostegno della campagna militare contro gli Ottomani.
L'intraprendenza del cardinale Ippolito de' Medici «che intendeva sperimentare personalmente il valore dei suoi soldati», porta Giovio a trovarsi coinvolto direttamente nella spedizione militare contro l'esercito della Sublime porta. Nel frangente "lo scrittore si trovò nella condizione di un moderno corrispondente di guerra". "La campagna militare viene descritta da Giovio nei minimi particolari, anche se, come sempre, emergono soprattutto le annotazioni sulle persone, la tendenza a identificare il racconto con la storia dei protagonisti". Il resoconto della crociata, sostanzialmente fallita, occupa per intero il libro XXX delle Historiae.

### L'epilogo del papato di Clemente VII: lo scisma anglicano e il riavvicinamento alla Francia
Al termine della campagna militare contro gli Ottomani, Carlo V e il pontefice si incontrano nuovamente a Bologna nell'inverno del 1532, dove i colloqui si protraggono fino al febbraio del 1533. La reciproca diffidenza non consente il ripetersi dell'intesa verificatasi nel 1530. Clemente chiede di ottenere il controllo sulla città di Modena e Reggio Emilia, senza successo. La conseguenza è quella di spingere il papa a conseguire apertamente una rinnovata intesa con Francesco I di Francia, concedendo in sposa Caterina de' Medici al secondogenito del re transalpino, Enrico duca di Orleans. Di fronte a questa iniziativa diplomatica, l'imperatore, che aveva bisogno dell'appoggio del papa per poter realizzare una pacificazione con i protestanti, non solleva soverchie obiezioni. Tuttavia, ancora una volta, il pontefice, invece di convocare il tanto atteso Concilio, tenta di rabbonire Carlo, aderendo a una delle sue richieste, ovvero dando corso all'annullamento ufficiale del divorzio tra Caterina d'Aragona e il re inglese Enrico VIII, che nel frattempo aveva sposato nel, gennaio 1533, Anna Bolena, che con questo atto viene scomunicato.
Questa presa di posizione del Pontefice, è giudicata assai negativamente da Giovio, che "vi scorse la solita incapacità di Clemente di prevedere le conseguenze delle proprie azioni". In effetti, come prefigurato da Giovio, la reazione della Corona inglese porterà all'approvazione, il 3 novembre 1534, da parte del Parlamento inglese del Supremacy Act. Provvedimento fortemente voluto da re Enrico per diverse ragioni: non solo il definitivo annullamento papale del divorzio con la precedente moglie, ma anche per la preoccupazione politica del re per la diffusione dei movimenti riformati nel territorio britannico e, non ultimo, per i problemi legati alla successione al trono della dinastia Tudor, non avendo il sovrano ancora avuto eredi maschi. L'atto con cui si riconosce il re come capo supremo della chiesa nazionale, rafforzato subito dopo dall'approvazione parlamentare del Treason Act, che prevede l'accusa di alto tradimento per chi non riconosca la nuova autorità religiosa del sovrano sancisce di fatto la rottura tra Roma e la Corona inglese (sebbene Enrico rimanga temporaneamente pro forma ancora un re cattolico), originando un vero e proprio scisma religioso e la conseguente nascita della Chiesa anglicana. Nel corso dei colloqui bolognesi, "la corte papale venne a conoscenza di un'ambasceria etiopica presso la corte portoghese, che risvegliò in molti la curiosità per il mitico regno cristiano medievale del Prete Gianni. Le notizie riportare dai viaggiatori "suscitarono molta curiosità in Giovio, che nel libro XVIII delle sue Storie, diede una descrizione accurata dell'Etiopia, accurata, anche se ricca di elementi ancora un po' fantastici come la leggenda dell'unicorno". Al termine degli incontri tra Clemente e l'imperatore, in cui si rinnova il patto di alleanza tra il capo della Chiesa romana e Carlo V, il pontefice fa ritorno con la propria corte a Roma, dove Giovio rientra in aprile.
Nel successivo mese di settembre, al seguito della corte pontificia, Giovio si trova a Marsiglia, dove si celebrano le nozze tra il figlio di Francesco I e Caterina de' Medici. In questa città, "continuando nella sua spregiudicata diplomazia a due velocità" Clemente incontra il re di Francia. "Gli scritti dello storico comasco non consentono certo di schierarlo fra i partigiani di una politica filofrancese, tuttavia lo spirito d'indagine e la curiosità di quei giorni permisero a Giovio di valutare positivamente la personalità di Francesco I, che volle conoscere personalmente, anche per chiedergli diretta testimonianza della battaglia di Pavia". Durante il viaggio di ritorno Giovio si ammala e si espone al rischio di un naufragio. Riesce a riparare presso alcuni conoscenti ad Albenga e finalmente rientrare a Como nel mese di dicembre. "Il ritorno in patria fu un evento per la città e la famiglia, che, invece, del giovane medico che avevano lasciato più di dieci anni prima, riconobbero un importante uomo di mondo. Il soggiorno lariano gli riservò più di una soddisfazione, vide come erano stati ampliati i locali della residenza di famiglia, lesse la storia di Como, completata in quegli anni dal fratello cui sottopose i manoscritti della sua storia universale, e apprezzò i tentativi del rinnovato dominio sforzesco nel ripristinare, dopo anni di occupazione militare, il naturale svolgersi della vita economica e civile". Rimessosi in forze, Giovio torna a Roma, convinto che la lontananza dall'Urbe non avrebbe giovato al mantenimento dei benefici acquisiti presso la corte papale, e vi arriva nel maggio del 1534, alla vigilia della morte di papa Clemente. "Con toni e considerazioni molto simili a quelle di Machiavelli, Giovio considerò la personalità del defunto papa come quella di un uomo buono ma debole, aggiungendo che, nella sua posizione e per le sue responsabilità, la bontà senza la forza non erano molto diverse dal vizio e dalla malvagità. La forza e la capacità di giudizio, che pure in qualche misura possedeva, erano indebolite dalla mancanza di rapidità nella decisione e dall'avarizia; mentre si attardava a decidere come, quando e quanto doveva spendere, il più delle volte perdeva le occasioni di agire che gli si presentavano". Allo stesso tempo, allo scrittore, come ad altri, non sfugge che i colloqui di Marsiglia hanno gettato le basi per una nuova guerra in Italia; in particolare lo sposalizio che imparenta la famiglia de' Medici con la dinastia regnante francese, che si inserisce nel quadro di una politica matrimoniale di alleanze attraverso la quale Carlo V e Francesco I cercano di raggiungere la supremazia su buona parte dei territori europei che non hanno ottenuto sul campo di battaglia, che avvantaggia non poco la Corona transalpina, spingendola a riprendere l'iniziativa militare contro l'imperatore e la Spagna. Iniziativa che si spinge fino a raggiungere un accordo con il Sultano di Costantinopoli, che prevede l'apertura di un secondo fronte di aggressione nel Mediterraneo contro l'Impero da parte ottomana, condotta soprattutto per iniziativa di Khayr al-Din, meglio conosciuto come pirata (in realtà corsaro) Barbarossa, tesa a costringere l'Asburgo a cedere ai transalpini parte dei territori italiani sotto la sua influenza più o meno diretta. Per queste e altre ragioni è altrettanto chiaro, per Giovio, che Clemente lascia un'eredità politica assai complicata e difficile, al pari dei suoi predecessori.

### Al servizio della famiglia Farnese: i rapporti con le corti italiane e l'Impero nel periodo di preparazione al Concilio
Nel 1534, alla morte di Clemente VII, e con la successiva scomparsa a breve del cardinale Ippolito de' Medici, Giovio viene a trovarsi in una difficile posizione, non godendo più dell'appoggio dei potenti protettori. Dapprima cerca di ottenere il pagamento di una pensione che Francesco I, durante il soggiorno a Marsiglia, gli aveva prospettato. Alla fine rimane al servizio della corte del nuovo papa, Paolo III, il quale «...in gioventù era stato allievo di uno dei più famosi umanisti della scuola romana, e dunque condivideva con il vescovo-scrittore una parte dello stesso percorso intellettuale.» Con abilità, ma non meno convinzione, riesce dunque a entrare nella cerchia del sedicenne cardinale Alessandro Farnese, nipote dell'omonimo principe della Chiesa da poco nominato pontefice, di cui l'esperto cortigiano diviene ben presto ascoltato consigliere. In ciò gli è di grande aiuto la sua rara e profonda conoscenza degli ambienti diplomatici europei, con cui il giovane prelato deve imparare a relazionarsi. Con non meno convinzione, si diceva, perché Giovio, non si lega alla famiglia Farnese solo per opportunismo, ma spera, con ragione fondata che il nuovo Pontefice riprenda con forza la politica filo-imperiale abbandonata dal suo predecessore, così come si augura che egli si adoperi per la riunificazione religiosa della Chiesa e del mondo cristiano, promuovendo il tanto atteso concilio ecumenico. Riconciliazione che appare palesemente sempre più ardua, giudicata con pessimismo da molti, tra cui Giovio, sebbene venga ritenuta la condizione indispensabile per il rilancio della lotta contro i Turchi, che si profilano sempre più come una concreta e forte minaccia (come detto, le pressioni esercitate dagli Ottomani nel Mediterraneo a partire dal 1520 e sui confini orientali del Sacro Romano Impero, dopo la fallita crociata clementina, si intensificano notevolmente in questo periodo, grazie all'azione di flotte di pirati e alla lenta erosione di territori nell'Est europeo che porterà, nell'estate del 1541 all'invasione dell'Ungheria da parte di Suleyman II, detto il Legislatore o il Magnifico).
Animato da queste convinzioni, e sempre in cerca di una collocazione più stabile, sono diverse le occasioni in cui l'umanista comense si trova coinvolto in vicende cruciali della seconda metà degli anni trenta. Durante l'inverno del 1534, per conto dell'imperatore accetta di svolgere una sorta di operazione di intelligence, in vista di una spedizione militare che Carlo sta progettando contro Tunisi; campagna che si prefigge lo scopo di arginare le conseguenze dell'alleanza franco-turca e rintuzzare le azioni dei corsari barbareschi che hanno base nella città nordafricana e da essa colpiscono con frequenti scorrerie le coste italiane. A tal fine "Giovio raccolse quante più informazioni possibili leggendo il leggibile e interrogando molti viaggiatori e altrettanti mercanti". Come è noto, la spedizione imperiale ha successo e, dopo aver messo un suo rappresentante al potere a Tunisi, Carlo V nell'agosto del 1535 rientra a Napoli, accolto come un trionfatore. Nella città partenopea si trova anche lo studioso comense, il quale riesce ad avere un colloquio diretto con l'Asburgo, dal quale ricava moltissime informazioni utili per la stesura del suo resoconto sulla crociata tunisina Nel frattempo, la scomparsa del duca di Milano Francesco II Sforza, nel novembre del 1534, si rivela un ulteriore elemento di incertezza per le ambizioni di carriera di Giovio, così come riduce le speranze dello scrittore nelle possibilità di pacificazione della situazione italiana, in quel momento saldamente sotto l'influenza dell'Asburgo, ma ottenuta al di fuori di un accordo stabile con il Re di Francia che non ha per nulla rinunciato alle sue pretese sui territori della Penisola. In questi anni Giovio si trova spesso al seguito di Paolo III nei suoi incontri con Carlo V, per esempio a Nizza nel 1538 (dove il papa svolge il ruolo di mediatore per trovare una soluzione al conflitto che oppone il re di Francia Francesco I all'Imperatore a Lucca nel 1541, (durante il passaggio in Italia dell'imperatore intenzionato a organizzare una spedizione militare contro Algeri) e a Busseto nel 1543 (dove il Papa chiede, ma non ottiene dall'imperatore, l'assegnazione del Ducato di Milano per il nipote Ottavio e la città di Siena al figlio Pier Luigi). Dal 1535 al 1541, Giovio è membro della Congregazione dei deputati per la fabbrica di San Pietro e, pur assentandosi da Roma piuttosto spesso, assolve con impegno alle mansioni previste da questo incarico.

### Il deterioramento dei rapporti con i Farnese
Tuttavia, nonostante il prestigioso ruolo assegnatogli, nello stesso periodo, le aspettative politiche dell'umanista verso il nuovo Papa vengono sostanzialmente disattese e i suoi rapporti con il Pontefice si raffreddano progressivamente. Le cause di questo deterioramento sono molteplici. In primo luogo, influisce in modo considerevole l'atteggiamento di nepotismo assoluto e la posizione filo-francese per interessi di famiglia tenuta dal Farnese nel complesso scacchiere politico-diplomatico europeo, sconvolto dai movimenti religiosi riformatori e da accese rivalità tra Francia e Impero, sul quale la minaccia ottomana ha riflessi determinanti. Una collocazione strategica su cui poco influirà, almeno ai fini di una riconciliazione vera con il potere imperiale, l'invio di truppe papali (12 000 uomini al comando di Ottavio Farnese) a sostegno della campagna militare di Carlo V contro la Lega di Smalcalda, con la quale, dopo la dieta di Spira del 1542, l'imperatore giunge allo scontro aperto.

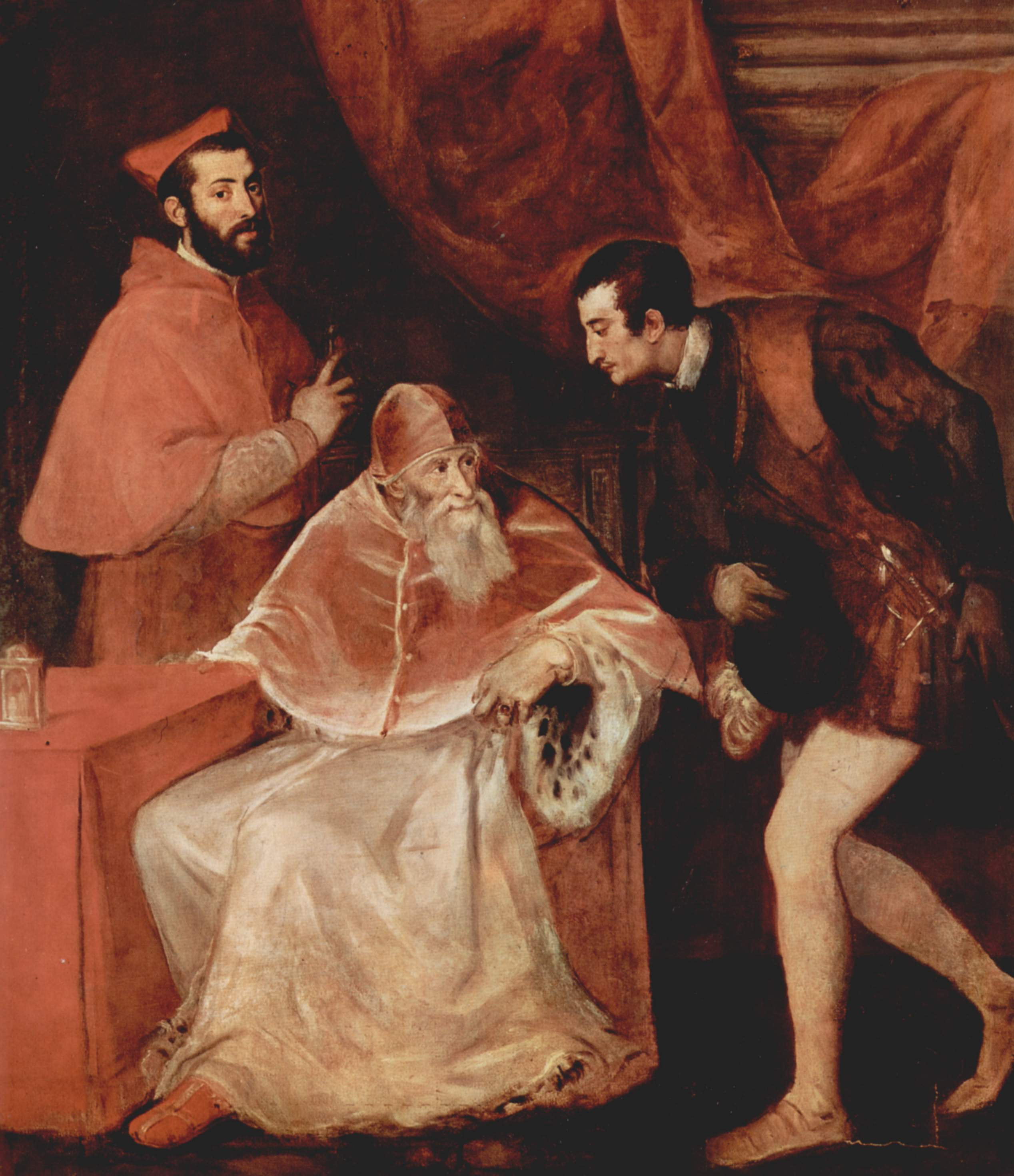
Ritratto di papa Paolo III (1534/1549) con il cardinale Alessandro Farnese e il duca Ottavio Farnese, Tiziano Vecellio, 1546, Museo di Capodimonte, Napoli

Un aiuto che il Papa concesse soprattutto per ottenere dall'imperatore l'appoggio per assicurare il successo al Concilio ecumenico, già convocato a Trento nel 1542, con la Bolla Laetare Jerusalem, ma con scarsi esiti partecipativi, fortemente voluto da Paolo III e altrettanto osteggiato, a suo tempo da Clemente VII e obbligare i protestanti, che nel 1545 avevano indetto un loro Concilio a Worms, a parteciparvi, piuttosto che per un tentativo di riappacificazione strategica con Carlo V. Una seconda ragione, risiede certamente nelle strette frequentazioni di Giovio con gli esponenti più in vista della fazione filo-imperiale. A partire dal 1536, l'umanista progetta la costruzione di una villa pliniana a Borgovico, nelle vicinanze di Como, da adibire a Museo, in cui ospitare la sua immensa collezione di ritratti di uomini illustri (da cui trarrà la "materia" per la stesura degli Elogia). Un luogo che egli identifica "non semplicemente come oraziano angulus (...) ma come templum Virtutis, come complesso apparato simbolico e sistema mnemonico". Proprio in questi anni (1537/1543) dedicati all'edificazione del Museo, egli rinsalda i rapporti con Alfonso d'Avalos, marchese del Vasto, e Ferrante I Gonzaga, figure tra le più in vista del partito favorevole a Carlo V. Da ultimo, di non poco rilievo nel deterioramento dei rapporti con la sede papale, fu il costante e reiterato rifiuto di Giovio a partecipare ai lavori conciliari, sebbene formalmente come medico. Si tratta di una pagina controversa nella vita dell'umanista che per molto tempo ha gettato discredito sul vescovo comense. A lungo si è sostenuto che "Giovio si sarebbe mostrato incomprensivo delle profonde motivazioni del Concilio, per il rifiuto di prendere atto che la stagione del mecenatismo pontificio, dei papi umanisti era ormai tramontata definitivamente: presa d'atto a cui una "penna d'oro", uno storico venale come Giovio si sarebbe mal adattato".
Quest'ultima è una tesi diffusa e che ha trovato ampio credito. Tuttavia essa non tiene conto della sostanziosa testimonianza fornita dagli scritti editi dall'umanista. Le opere rivelano, infatti, la piena cognizione, da parte di Giovio "della posta in gioco, e dell'epistolario, nel quale (...) si mostra giudice attento, informatissimo ed esatto delle questioni all'ordine del giorno, attestando negli anni compresi tra il 1537 e il 1546 una convergenza di punti di vista, di affinità e di repulsioni, con lo schieramento del cosiddetto evangelismo italiano, e in particolare con la ecclesia viterbese stretta intorno al cardinale inglese Reginald Pole, che tentò a più riprese di tessere il filo della ragionevolezza nella discussione dottrinale con il mondo riformato (e, forse, a una medesima genesi è da ricondurre la pubblicazione, nel 1548, della Descriptio Britanniae parte di un progetto di corografia, il De imperiis et gentibus cogniti orbis, delineato già dal 1535).

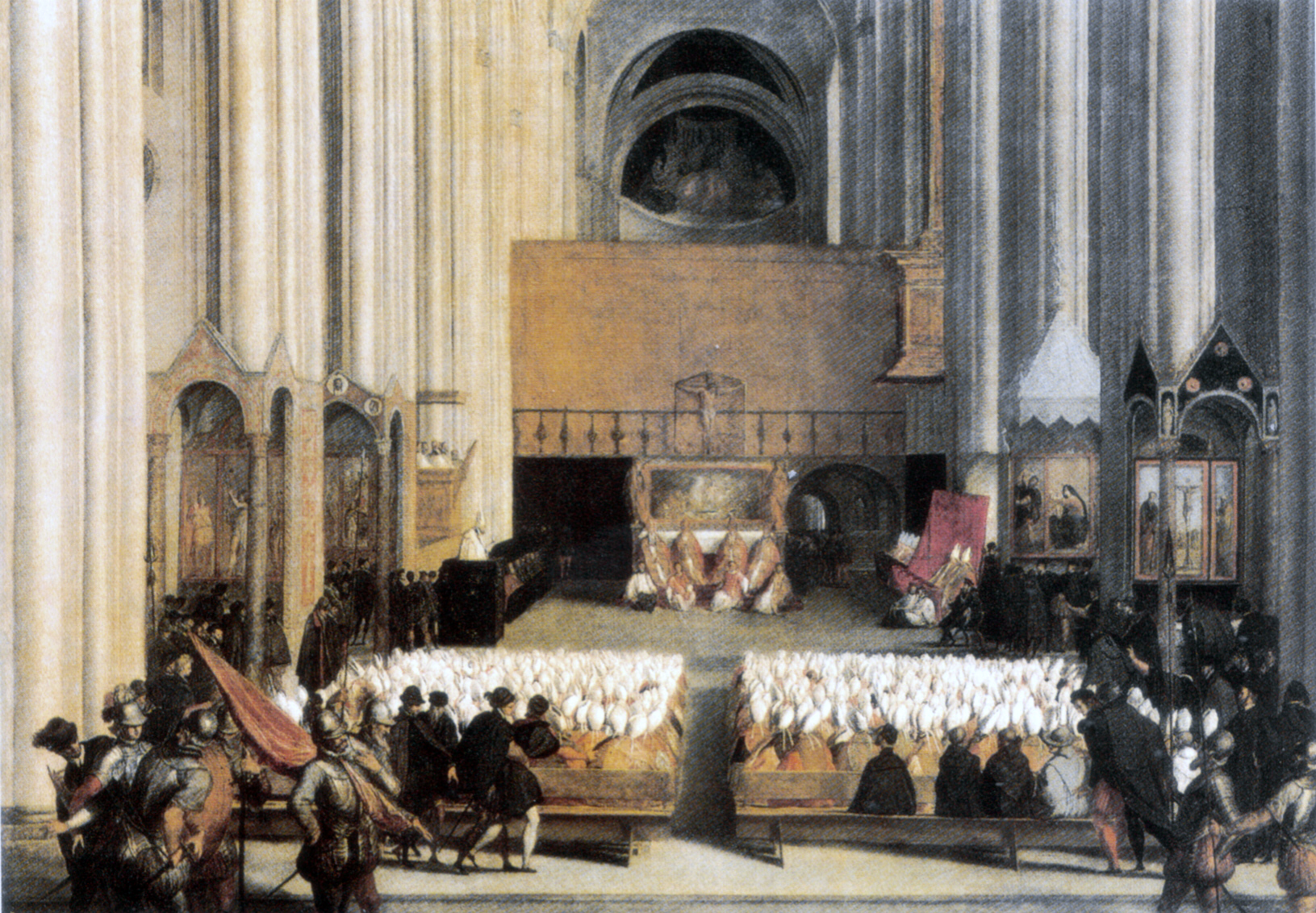
Rappresentazione di una seduta del Concilio di Trento nella Cattedrale di San Vigilio

### Il Concilio di Trento: una voce silenziosa fuori dai cori e l'impegno di collezionista
Il diretto distacco dalle dispute e dalle vicende conciliari da parte dello studioso sono piuttosto dettate da un atteggiamento scettico, dovuto alla piena consapevolezza di quanto in esse fossero preponderanti logiche meramente politiche e che, in entrambe le fazioni, avessero la meglio forze che, in ogni caso, avrebbero anteposto chiusure dogmatiche alla sincera ricerca delle condizioni per una reciproca comprensione. Quelle stesse forze che avevano già fatto fallire i colloqui di Ratisbona nel 1541
"La posizione gioviana pare, al contrario, coincidere con l'atteggiamento psicologico di chi ha a cuore il mantenimento di aperture intellettuali, dentro e fuori il mondo cattolico, la conservazione della possibilità di discussione con i presunti 'devianti senza l'intromissione di un rigorismo ferocemente repressivo, alla teatina, e tra i valori umanistici è interessato innanzitutto a salvaguardare l'ammissione della legittimità teorica di una pluralità di punti di vista. Alla base, un'attiva (talora perfino smodata e famelica) curiosità intellettuale, il riconoscimento del gioco intelligente che sottostà alle posizioni di chi ha di fronte: una disposizione, tuttavia, che uno spirito erasmiano arma di insofferenza verso la ben diversa 'curiosità', tutta intellettualistica, degli scolastici", per non dire dell'imposizione di un autoritarismo religioso dogmatico come quella perseguita dalla Curia Romana nei confronti dei riformati, anche con l'ausilio della punta di spade più spuntate di quanto immaginato. Un'assenza di pregiudizi intellettuali, che lo studioso non tarda a esprimere apertamente nei primi Elogia, destinati a commentare, accompagnandoli, i ritratti conservati nel suo Museo. In conclusione, è ragionevole sostenere che il raffreddamento dei rapporti tra l'umanista e la cerchia pontificia, che si consuma nei primi anni quaranta e fino alla pubblicazione dei primi Elogia (1546), sia dovuta all'insieme delle citate concause (alcuni hanno attribuito, piuttosto strumentalmente, questo allontanamento anche alla mancata nomina dello studioso, in vista di un cardinalato, a vescovo di Como da parte di Paolo III, nel 1549) che hanno, in ogni caso un comune denominatore: "all'origine del disincanto sembra sia da porre la consapevolezza (da parte di Giovio) che si andavano progressivamente chiudendo tutti gli spazi di esercizio della libertà intellettuale o, se si vuole, della impunità della quale il vecchio storico aveva fino allora goduto". A partire dal 1542, Giovio frequenta l'Accademia della Virtù, nata per iniziativa del senese Claudio Tolomei, con il patrocinio del cardinale Ippolito de' Medici, e presieduta dall'umanista Marcello Cervini, che diverrà papa nel 1555, con il nome di Marcello II. L'accademia dei virtuosi aveva come fine principale l'approfondimento della "questione vitruviana", ossia quell'insieme di studi, di grande attualità tra gli intellettuali del tempo, tesa al pieno recupero dell'eredità greco-romana e della cultura architettonica classica, incentrati su il "De Architectura" dell'antico architetto romano, tradotto nel 1521 da Cesare Cesariano. Il vasto movimento che i lavori dell'Accademia produsse, con l'ambizioso progetto di produrre una sorta di enciclopedia del sapere architettonico del mondo classico, coinvolse anche l'umanista comense, che dalla frequentazione del sodalizio, e dagli studi vitruviani del fratello Benedetto, trae gli spunti fondamentali per realizzare la propria villa in Borgovico. L'invenzione museale di Giovio necessita di un "contenitore" ideale per ospitare il Museo che ormai si appresta a realizzare concretamente, in una sorta di ricerca di un interscambio armonico tra struttura edificatoria e la collezione in essa ospitata, oltre che del suo intero apparato iconografico, che nell'Accademia romana trova i suoi spunti maggiori.

### Gli ultimi anni a Firenze sotto la protezione della famiglia de' Medici
Nel 1549, anno della morte di Paolo III, Giovio lascia quindi Roma, preoccupato dal clima controriformista e si stabilisce definitivamente a Firenze, alla corte di Cosimo I de' Medici. Su questa scelta, alla quale per lungo tempo gli storiografi attribuirono motivazioni di partigianeria e di opportunismo, nonché di bassa venalità da parte di un anziano cortigiano, gli studi più recenti "avanzano al contrario l'intelligente e persuasiva ipotesi che il definitivo e doloroso commiato da Roma avesse lo scopo, tutt'altro che senile, di conservare la facoltà di parlare liberamente".

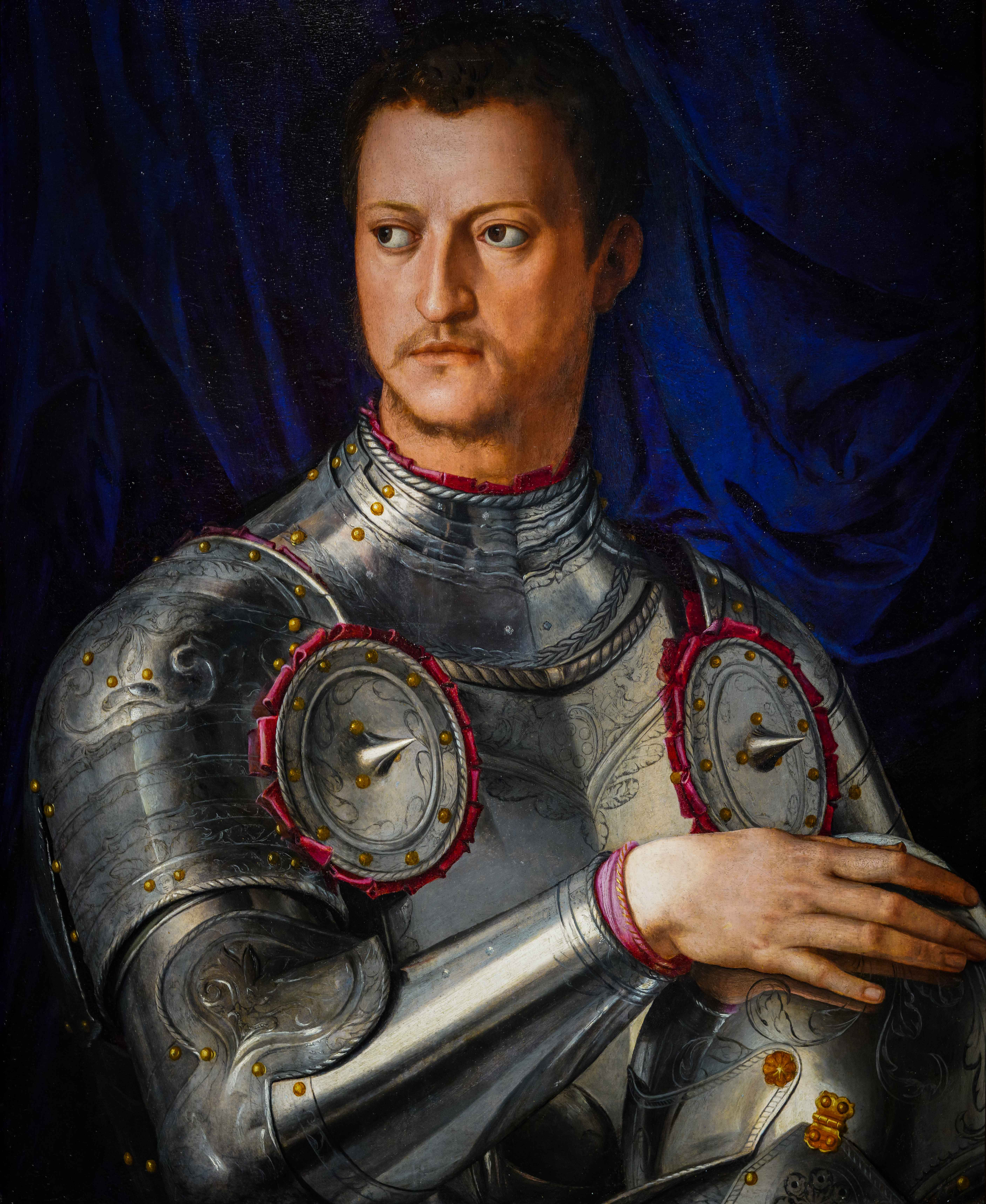
Ritratto del granduca Cosimo I de' Medici in armatura, Agnolo Bronzino, 1545, Galleria degli Uffizi, Firenze

Del resto l'accusa, da parte dei suoi contemporanei di essere uomo al servizio del miglior offerente, pungente e spesso malevolo con gli avversari dei suoi protettori e altrettanto ossequente con questi ultimi, fino a modificare il resoconto degli eventi pur di compiacerli (è battuta diffusa che possedesse una "penna d'oro" e una "penna di ferro" secondo l'uso che doveva farne) è nota; seppur in buona parte fondata, non rende giustizia dell'opera dello studioso. Persino François Rabelais, nel suo Gargantua e Pantagruel pare riferirsi a Giovio definendolo le vaillant homme, uno che scrive de belles besognes et par tout Oui-dire. Oggi diremmo uno Yes-man. In ogni caso, nella città toscana, Giovio lavora alacremente, con un'intensità non certo da persona anziana, piena "di acciacchi (fossero veri o opportunamente ostentati)", completando, fra il 1548 e il 1549 le Vitae (1549), e dando alle stampe gli Elogi degli uomini d'arme (1551), dedicato a Cosimo I, e i due volumi delle Historiarum sui temporis, frutto del lavoro di un'intera vita, in cui vengono prese in esame le vicende che vanno dalla discesa in Italia di Carlo VIII di Valois, re di Francia, nel 1494, fino alla pace di Crépy, del 1547, tra Carlo V e i francesi. Questa intensa attività è resa possibile anche grazie all'ottimo lavoro di Lorenzo Torrentino, stampatore ducale, ma ancor più dagli "stimoli che - all'ombra dell'ambigua protezione di Cosimo I - gli era dato cogliere tra Firenze e Pisa". La facoltà di coltivare più liberamente relazioni "non pie e non caute - indifferente al loro grado di pericolosità" nella città medicea, è testimoniata dall'epistolario di Giovio che "documenta la frequentazione (con una libertà che sarebbe veramente inspiegabile in uno scrittore venale e opportunista) di personalità interessanti, ma dal fascino decisamente eterodosso, fossero essi stretti attorno all'Accademia Fiorentina (da cui provenivano i suoi traduttori Giovan Battista Gelli e Lodovico Domenichi) oppure intellettuali che, di lì a qualche lustro, avrebbero pagato con la vita l'adesione al protestantesimo, quali Pietro Carnesecchi o Aonio Paleario. La morte, con ogni probabilità, gli evitò, a sua volta, possibili successive persecuzioni, tanto più che ricopriva cariche religiose. 

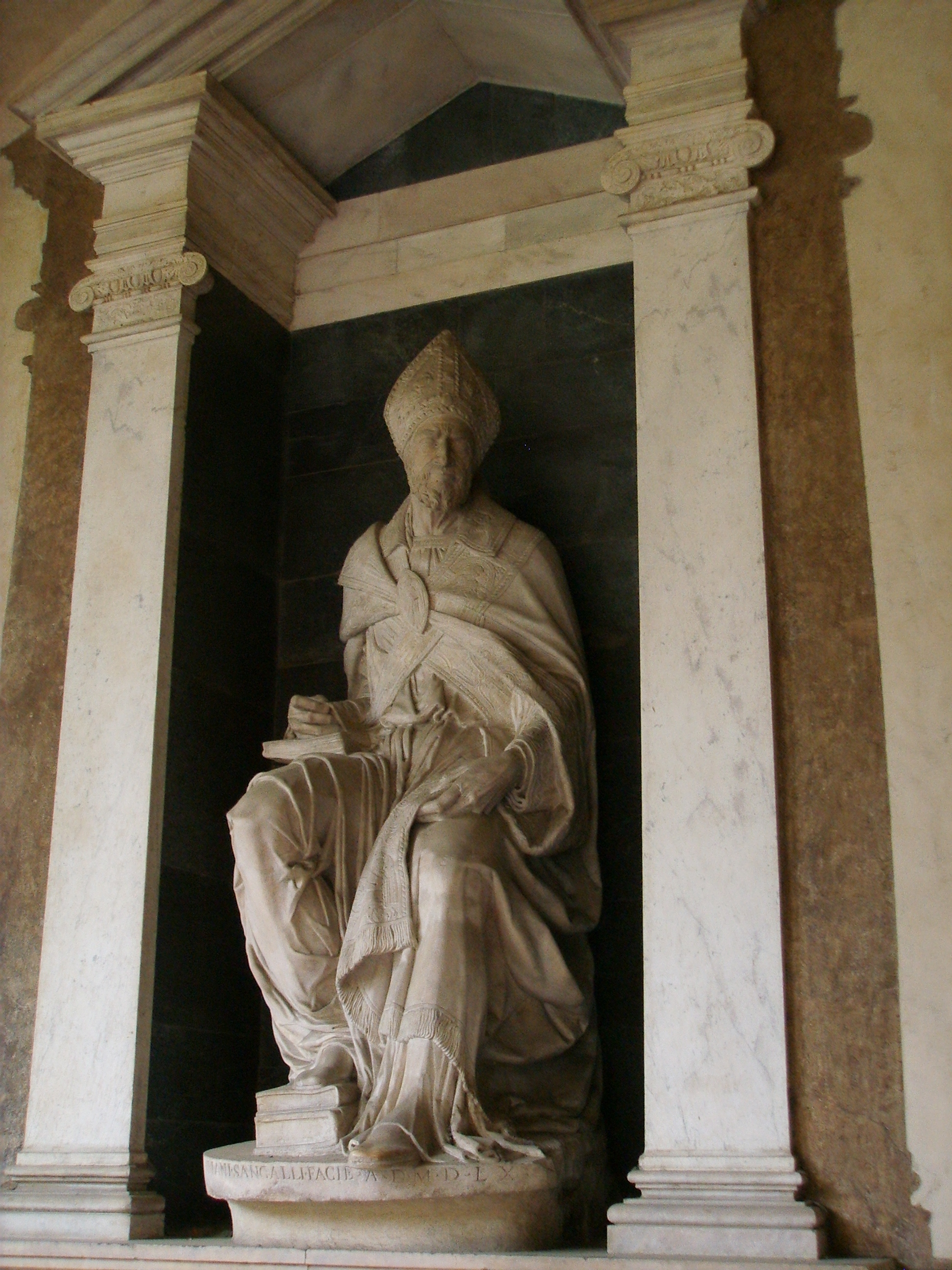
Monumento funebre del vescovo Paolo Giovio, Francesco Giamberti da Sangallo (1574), chiostro della chiesa di San Lorenzo, Firenze

Già Girolamo Muzio, nel 1550, paragonandolo a Machiavelli, lo definisce "infedele". In ogni caso, l'eterodossia dei comportamenti e delle opere dell'umanista non preservano i suoi scritti da attacchi violenti dei contemporanei, ma anche di molti studiosi più tardi, a piena testimonianza di quale peso la storiografia gioviana avesse assunto nel giudizio sulle vicende italiane. Il nuovo papa, Giulio III gli concede di nominare un "sostituto", il nipote Giulio Giovio, per la reggenza della diocesi di Nocera. Nel 1551, lo studioso scrive il Dialogo delle imprese militari e amorose (pubblicato postumo nel 1555), capostipite di un genere letterario, l'emblematica, assai composito e vario. Sotto forma di un dialogo con il Domenichi, si tratta di un sagace trattatello, di genere squisitamente cinquecentesco, appunto sulle "imprese", ossia le figure con motti degli stemmi nobiliari. Sempre postuma (1559) viene edita la Lari lacus descriptio, uno scritto corografico sul lago di Como; dopo la morte vengono date alle stampe anche le Lettere volgari (1560), raccolte da Lodovico Domenichi, in cui si scopre la vena forse "più autentica di Giovio, quella del giornalista ante litteram(...): sono una sorta di corrispondenze da vari stati italiani, affollate di notizie curiose, fatti d'arme, ritrattini veloci e scene di vita cortigiana". Il 12 dicembre del 1552, Paolo Giovio muore a Firenze per un attacco di podagra. Per volere del duca Cosimo I viene sepolto nella basilica di San Lorenzo, sebbene solo nel 1560 gli si concede l'onore di un monumento funebre, realizzato da Francesco Giamberti da Sangallo e terminato da quest'ultimo nel 1574.

## Il museo di Giovio a Borgovico e la celebre serie deiRitratti degli uomini illustri

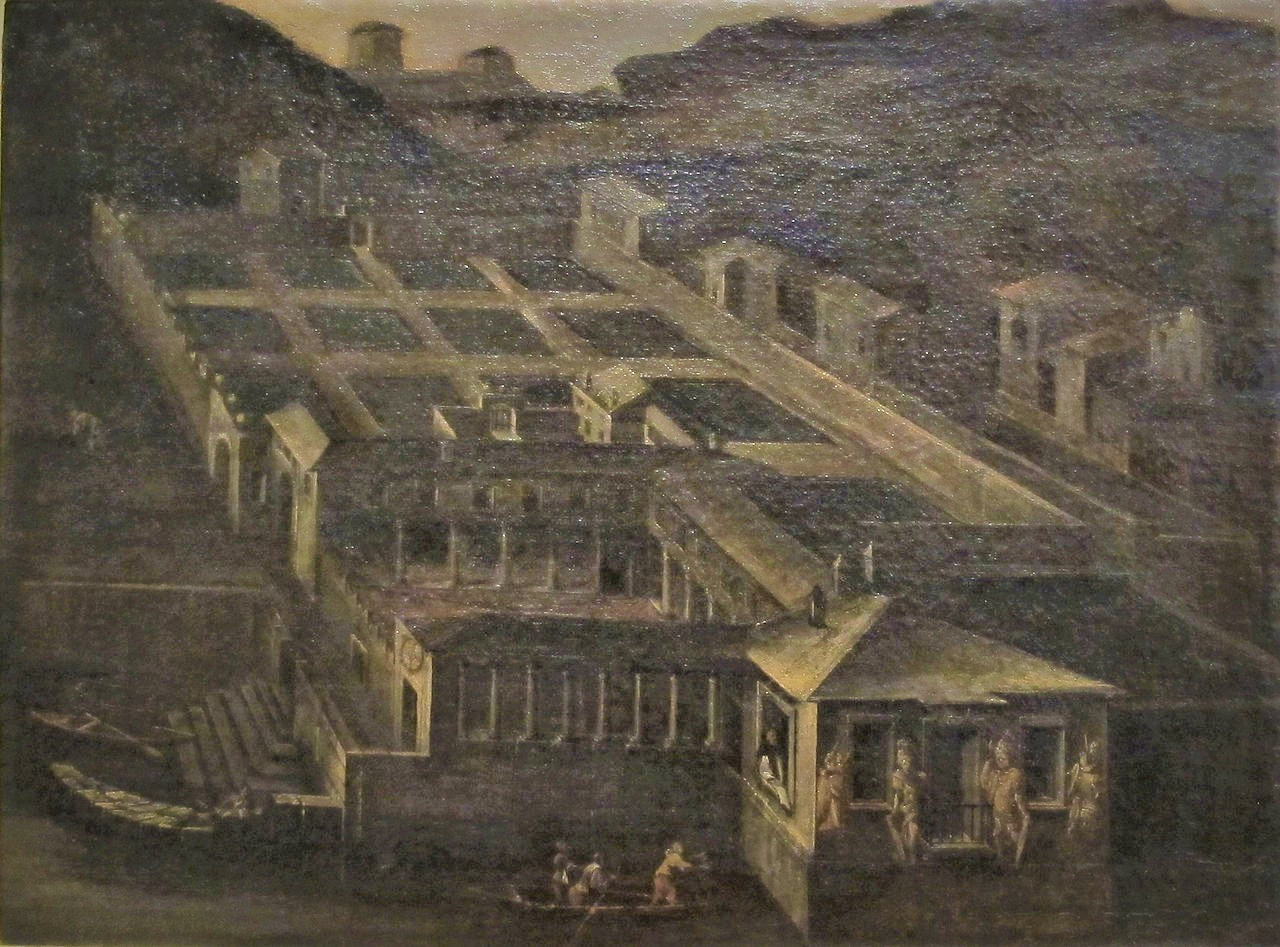
Veduta del Museaeum di Giovio, anonimo del XVII secolo

Il Museo di Giovio a Borgovico sul lago di Como era una delle residenze di Giovio, nella quale lo storico cinquecentesco si proponeva di raccogliere i ritratti di uomini illustri da lui raccolti e altri reperti. Non si trattava di un museo nel senso in cui lo si intende oggi, ma di una residenza vera e propria ove il proprietario si circondava di opere a lui care. Sorgeva ove oggi si trova la Villa Gallia.

## Opere

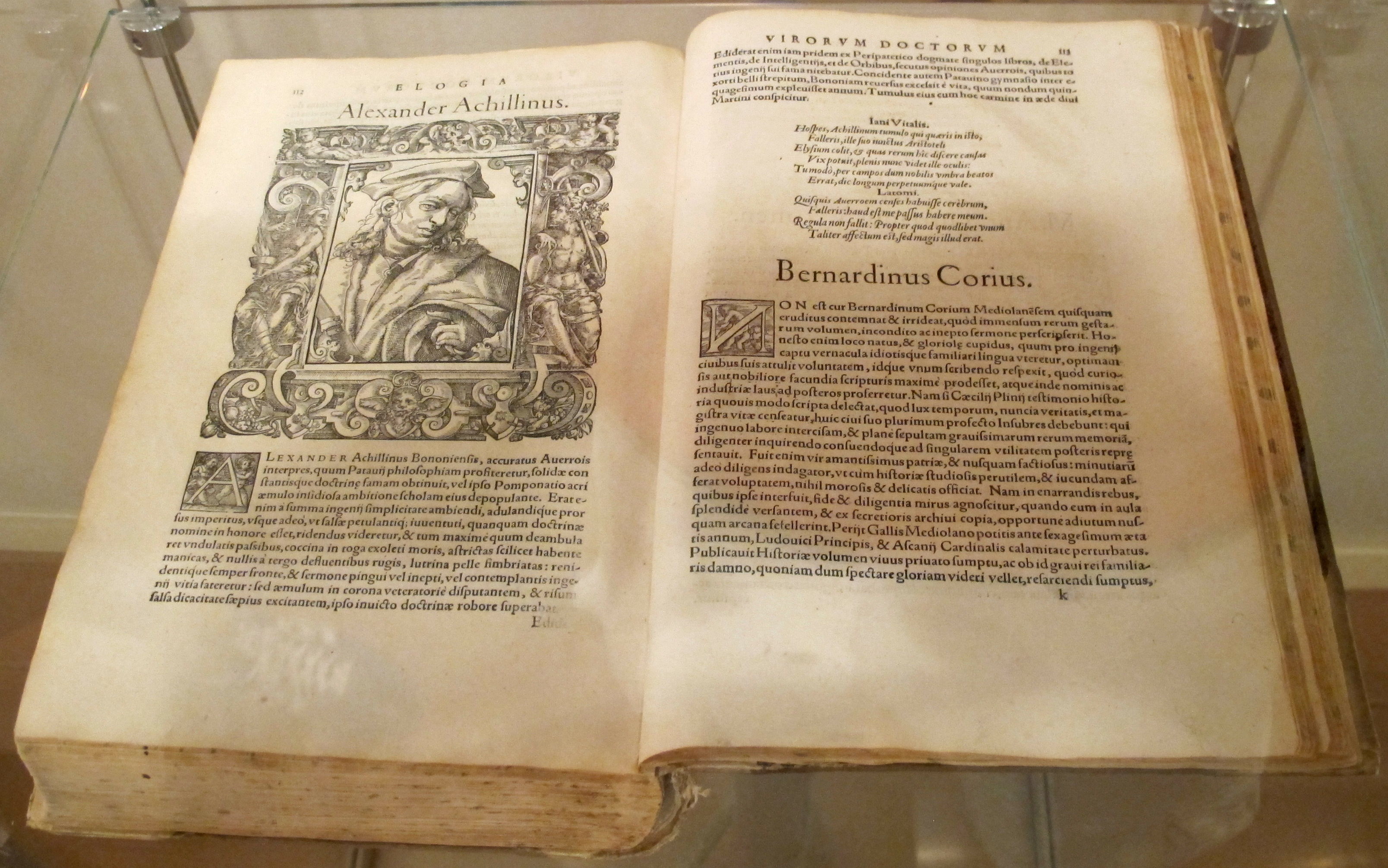
Elogia virorum edizione stampata a Basilea nel 1577

La data iniziale si riferisce a quella di approntamento per le stampe o (presupposta stesura) del testo, tradotto in italiano; quella riportata nella voce prima edizione è la data di stampa in latino o in volgare; nell'elaborazione si è tenuto conto della strutturazione bibliografica delle opere gioviane (editio princeps) così come riportata da Franco Minonzio in Paolo Giovio, Elogi degli uomini illustri, Einaudi, Millenni, Torino 2006.
- 1504: Lettera di Paolo Giovio a Pietro Giano Raschio; prima edizione Paulus Iovio P(etro) Iano Raschae S.P.D., in appendice a Stefano Della Torre, L'inedita opera prima di Paolo Giovio e il Museo: l'interesse di un umanista per il tema della villa, in Paolo Giovio. Il Rinascimento e la memoria, Atti del convegno (Como 3-5 giugno 1983), Società a Villa Gallia, Como 1985, pp. 296–301;
- 1508: Notti (Noctes)- Il testo è ancora inedito; il manoscritto Noctes P(auli) Iouii Actae Comi 1508, 25 Iulii, hota I (Serotina) è conservato presso la Biblioteca Nazionale Vittorio Emanuele II a Roma, Fondo Vittorio Emanuele 1303. La pubblicazione è prevista in Pauli Iovi Opera, Istituto Poligrafico dello Stato - Libreria dello Stato, a cura della Società Storica Comense, 1956-1987, vol. XI, Opera minora in corso di completamento[98];
- prob.1521: Consiglio di Monsignor Paolo Giovio per far l'impresa contro gli infedeli; prima edizione Consiglio di Monsignor Paolo Giovio, raccolto dalle consulte di Papa Leone Decimo per fra l'impresa contra infedeli, Bonelli, Venezia 1560 (post.)
- 1524: Libello sui pesci romani; prima edizione Pauli Iovii Novocomensis Medici De Romanis Piscibus libellus ad Ludovicum Borbonium cardinalem, amplissimus, in aedibus F. Minitii Calvi, Romae 1524;
- 1524: La miglior quantità di cibo; prima edizione De optima victus ratione in Pauli Iovii Opera, Edizione nazionale, Poligrafico dello Stato et al., cit. vol. IX Dialogi et descriptiones, Roma 1984; pubblicato come Pauli Jovii Epis. Nucer. De humanu vistu epistula ad Felicem Trophinum, Antistitem Theatinum et Inscriptio Coenationis Accedunt jo. Bapt. Jovii Aemulationes Italicae et Notae, Typys Carolii Antonii Ostinelli Impressoris Dipartimentalis, Novo-Comi 1808 (post.);
- 1524: Consulto sull'olio (attribuito); prima edizione Testimonium de uerissima ac admirabili uirtute olei compositi contra pestem et omnia uenena. de quo, iussu Clementis. VII. Pont. Max.periculum fecere uiri clariss. in Capitolinis aedibus [F. Minitii Calvi?], Romae 1524;
- 1525: Sulla legazione del principe di Mosca Basilio Magno a Clemente VII (noto anche come Moschovia) prima edizione Pauli Iovii Novocomensis Libellus del legatione Basilii Magnii Principis Moschoviae, in aedibus F. Minitii Calvi, Romae 1525;
- 1525-1527: Frammento di tre dialoghi: Dialogo sui letterati illustri, a cui sono aggiunte le vite di Da Vinci, Michelangelo e Raffaello d'Urbino; prima edizione Fragmentum trium dialogorum: Dialogus de viris litteris illustribus, cui in calce sunt additae Vincii, Michaelis Angelis, Raphaelis Urbinatis vitae, in Girolamo Tiraboschi, "Storia della letteratura italiana", vol. IX, Società Tipografica, Modena 1781;
- 1528 ant.: Lettera sulle virtù della pietra ammocrisica;  De hammocrysi lapidis virtutibus epistula (risulta al momento perduto);
- 1528: Dialogo su gli uomini e le donne fiorenti nella nostra epoca; prima edizione Dialogus de viris et foeminis aetate nostra florentibus  in Pauli Iovii Opera Pauli Iovii Opera, cit. vol.IX, Dialogi et decriptiones, pagg. 167-321
- 1528: prima edizione Li veri particulari de la felice vittoria del illustre Signor Conte Philippino Doria contra l'armata cesarea sopra Salerno historialmente mandati alla S. di N.S. PP. Clemente VII dal R. et Eccellentissimo M. Pauolo Jovio, [F. Minitii Calvi?], 1528;
- 1531: Commentario sulle cose riguardanti i Turchi (ripubblicato in latino nel 1537); prima edizione: Commentario delle cose de Turchi, di Pauolo Iovio, Vescovo di Nocera, a Carlo Quinto Imperadore Augusto, apud Antonium Bladum Asulanum, Romae 1532
- 1532: Vita di Pietro Gravina, prima edizione Vita Petri Gravinae a P. Iovio ad Iohannem Franciscum Campanum Pelignorum regulum conscripta, in Petri Gravinae Neapolitani Poematum Libri ad illustrem Ioannem Franciscum de Capua Palenensium Comitemn, Epigrammatum liber. Sylvarum et elegiarum liber. Carmen Epicum, ex officina Ioanni Sulzbacchii, Neapoli 1532, cc. [71]r-[74]v;
- 1536: Lettera sul cibo umano; prima edizione Pauli Jovii Epis. Nucer. De Humano victu epistula ad Felicem Trophinum, Antistitem Theatinum et Inscriptio Coenationis Accedunt Jo.Bapt. Jovii Aemulationes Italicae et Notae, Typis Caroli Antonii Ostinelli Impressoris Dipartimentalis, Novo-Comi 1808 (post.);
- 1537: Descrizione del Lario; prima edizione Pauli Iovii Descriptio Larii lacus, ex officina stellae Iordani Ziletti, Venetiis 1559(post.) riportato anche come De Chorographia Larii lacus in Pauli Iovii Opera, Edizione nazionale delle Opere di Paolo Giovio Poligrafico dello Stato et al., cit., Vol. IX, Roma 1984; la Descrizione comprende una dettagliata mappa del Lago di Como che venne successivamente riportata su due pagine intere del Theatrum Orbis Terrarum di Abraham Ortelius[99].
- 1539: Vita dell'illustre duca Sforza; prima edizione Vita Sfortiae clariss.ducis a Paulo Iovio conscripta, ad Guidonem Ascanium Sfort. A Sancta Flora cardin. Aerarique prefectum, Antonius Blaud escudebat, Romae 1539;
- 1540: Invenzione per la facciata della casa in Napoli di Tommaso Cambio, in appendice a Julian Kliemann, Il pensiero di Paolo Giovio nelle pitture eseguite sulle sue 'invenzioni', in Paolo Giovio. Il Rinascimento e la memoria, atti del Convegno (Como 3-5 giugno 1983), Società a Villa Gallia, Como 1985, pagg. 221-223;
- 1546: Elogi degli uomini illustri, apposti ai veri ritratti; prima edizione (EDITIO PRINCEPS) Elogia veris clarorum virorum imaginibus apposita. Quae in musaeo ioviano Comi spectantur. Addita in calce operis Adriani Pont. vita coloph., Venetiis apud Michelem Tramezinum. MDXLVI. Cum Priuilegio summi Ponitificis, Caroli V Imperat. Regis Franciae. Illustrissimi Senatus Veneti, nec non Excellentissimorum Florentiae et Mantuae Ducum;
- 1548: Descrizione della Britannia, della Scozia, dell'Ibernia e delle Orcadi; prima edizione Descriptio Britanniae, Scotiae, Hyberniae, et Orchadum, ex libro Pauli Iovii, episcopi Nucer. De imperiis ed gentibus cogniti orbis, cun eius operis prohoemio, apud Michelem Tramezinum, Venetiis, 1548;
- 1548: Vita di Papa Leone Decimo, vite di Papa Adriano VI e del cardinal Pompeo Colonna; prima edizione Pauli Iovii Novocomensis Episcopi Nucerini, de vita Leonis Decimi Pont.Max. libri III. His ordine temporum accesserunt Hadriani sexsti Pont.Max. et Pompeii Columnae cardinalis vitae, ex officina Laurentii Torrentini, Florentiae 1548;
- 1548: Vite di dodici Visconti, prìncipi di Milano; prima edizione Pauli Iovii Novocomensis Vitae duodecim Vicecomitum Mediolani Principum ex Bibliotheca Regia, ex officina Rob. Stephani, typographi Regii, Lutetiae 1549;
- 1548-1549: Vite di uomini illustri. Vita e gesta di dodici Visconti, principi di Milano, vita dello Sforza, vita e gesta di Ferdinando Consalvo, vita e gesta di Ferdinando d'Avalos; prima edizione Paulii Iovii Novocomensis Episcopi Nucerini Illustrium virorum vitae. De vita e rebus gestis XII Vicecomitum Mediolani Principum. Vita Sfortiae. De vita et rebus gestis Consalvi Ferdinandi Cordubae cognomento Magni. De vita et rebus gestis Ferdinandi Davali cognomento Piscarii, in officina Laurentii Torrentini, Florentiae 1549;
- 1550: Storie dei suoi tempi (primo tomo); prima edizione Pauli Iovii Novocomensis Episcopi Nucerini Historiarum sui temporis tomus primus, in officina Laurentii Torrentini, Florentiae 1550;
- 1550: Vita e gesta di Alfonso d'Este, principe di Ferrara; prima edizione Liber de vita et rebus gestis Alphonsi Atestini Ferrariae Princips a Paolo Iovio conscriptus, excudebat Laurentius Torrentinus, Florentiae 1550;
- 1551: Elogi degli uomini d'arme, apposti ai veri ritratti; prima edizione (EDITIO PRINCEPS) Paulii Iovii Novocomensis Episcopi Nucerini Elogia virorum bellica virtute illustrium veris imaginibus supposita, quae apud Museaum spectantur. Volumen digestum est in septem libros. Florentiae. In officina Laurentii Torrentini Ducalis Typographi, MDLI. Cum summi Pontif. Caroli V Imp. Henrici II. Gallorum regis, Cosmi Medicis Ducis Florent.II. Priuilegio;
- 1551: Dialogo delle imprese militari e amorose; prima edizione Dialogo delle imprese militari et amorose, di Monsignor Paolo Giovio, Vescovo di Nucera, appresso Antonio Barre, in Roma 1555 (post.); riedito con il titolo Ragionamento di Mons. Paolo Giovio sopra i motti e i disegni d'arme e d'amore che comunemente chiamiamo Imprese, Con un discorso di Girolamo Ruscelli, intorno allo stesso soggetto, appresso Giordano Ziletti all'insegna della stella, in Venetia 1556, introduzione di Girolamo Ruscelli (post.);
- 1552: Storie dei suoi tempi (tomo secondo); prima edizione Historiarum sui temporis tomus secundus, in officina Laurentii Torrentini, Florentiae 1552;
- Lettere in volgare; prima edizione Lettere volgari di Mons. Paolo Giovio, edite da Lodovico Domenichi, Sessa, Venetia 1560 (post.);
- attribuzioni:[100]
  - all'autore è attribuita una traduzione, dal portoghese in latino, di quattro lettere del re di Etiopia Lebna-Dangel, prima edizione Legatio David Aethiopiae Regis, ad sanctissimus D.N. Clementem Papam VII una cum oboedentia eidem sanctissimo D.N. praestita. Eiusdem David Aethiopiae Regis legatio ad Emanuelem Portugalliae regem. De Regno Aethiopiae ac populo, deuque moribus eiusque populi nonnulla, apud Iacobum Kemolen Alostensem, Bononiae 1533;
  - Paul Oskar Kristeller, in Iter Italicum, II. Orvieto to Volterra, The Walburg Institute - E.J. Brill, Vatican City-London-Leiden 1967 (pag. 96), ha avanzato l'ipotesi, non ancora dimostrata, di una paternità gioviana della traduzione in volgare degli Ufizi di Marco Tullio Cicerone scritto a Marco Cicerone suo figlio. Libro primo [terzo], Biblioteca Casanatense, 2148 (XX.II.15), cc. 2r-144v

## Edizione Nazionale delle Opere di Paolo Giovio
(da: Franco Minonzio, Bibliografia, Elogi degli uomini illustri, Einaudi, Torino) Pauli Iovii Opera, Istituto Poligrafico dello Stato - Libreria dello Stato, a cura della Società Storica Comense, Roma 1956-1987 (in corso di edizione)
- Voll. I-II: Lettere, a cura di Giuseppe Guido Ferrero, tomo I, anni 1514-1544, Roma, 1956; tomo II, anni 1544-1552, Roma 1958;
- Vol.III: Pauli Iovii historiarum sui temporis: tomus primus, a cura di Dante Visconti, Roma 1957;
- Vol. IV: Pauli Iovii historiarum sui temporis, tomi secundi, pars prior, a cura di Dante Visconti, Roma 1964;
- Vol. V:Pauli Iovii historiarum sui temporis tomi secundi, pars altera, a cura di Dante Visconti e T.C. Price Zimmermann, Roma 1985;
- Vol. VI: Vitarum pars prior, a cura di Michele Cataudella, Roma 1987;
- Vol. VIII: Gli Elogi degli uomini illustri, a cura di Renzo Meregazzi, Roma 1972;
- Vol. IX: Dialogi et descriptiones, a cura di Ernesto Travi e Mariagrazia Penco, Roma 1984;

Gli ultimi tre volumi degli undici previsti dal piano dell'opera sono ancora inediti ossia:
- Vol: VII: Vitarum, pars altera, a cura di Michele Cataudella;
- Vol: X: Iconographia, a cura di Stefano della Torre, Pierluigi De Vecchi, Bruno Fasola, Linda Klinger, Rosanna Pavoni, Clare Robertson e Robert Simon;
- Vol. XI: Opera minora, a cura di Ernesto Travi.

### Edizioni italiane di altre opere
- Le imprese, Collana Biblioteca rara n.5, Forni, 1974, ISBN 978-88-271-5805-0.
- Dialogo delle imprese militari e amorose, a cura di M.L. Doglio, Collana Centro Studi Europa corti.Biblioteca '500, Roma, Bulzoni, 1978.
- Scritti d'arte. Lessico ed ecfrasi, a cura di S. Maffei, Collana Strumenti e testi, Pisa, Scuola Normale Superiore, 1999, ISBN 978-88-764-2079-5.
- Ritratti degli uomini illustri, a cura di Carlo Caruso, Collana L'Italia n.21, Palermo, Sellerio, 1999, ISBN 978-88-389-1177-4.
- Commentario de le cose de' Turchi, a cura di Lara Michelacci, Quaderni di schede umanistiche n.10, Clueb, 2005, ISBN 978-88-491-2570-2.
- Elogi degli uomini illustri, a cura di Franco Minonzio, trad. A. Guasparri, Collana i millenni, Torino, Einaudi, 2006, ISBN 978-88-061-7547-4.
- La descrizione del Lario, a cura di F. Minonzio, Il Polifilo, 2007, ISBN 978-88-705-0336-4.
- Dialogo sugli uomini e le donne illustre del nostro tempo, a cura di F. Minonzio, Collana Biblioteca, Torino, Aragno, 2011, ISBN 978-88-841-9516-6.
- I dodici Visconti, Collana Strenna, Meravigli, 2014, ISBN 978-88-795-5313-1.
- Vita di Adriano VI, Introduzione, commento e cura di L. Michelacci, Collana Umanesimo e Rinascimento n.8, La Scuola di Pitagora, 2015, ISBN 978-88-654-2333-2.

## Genealogia episcopale
La genealogia episcopale è:
- Arcivescovo Gabriele Mascioli, O.E.S.A.
- Vescovo Paolo Giovio